# ایران در ۲۰۲۱
ایران در ۲۰۲۱ گاه‌شماری از مهم‌ترین رویدادها در سال ۲۰۲۱ در کشور ایران است.

## رویدادها

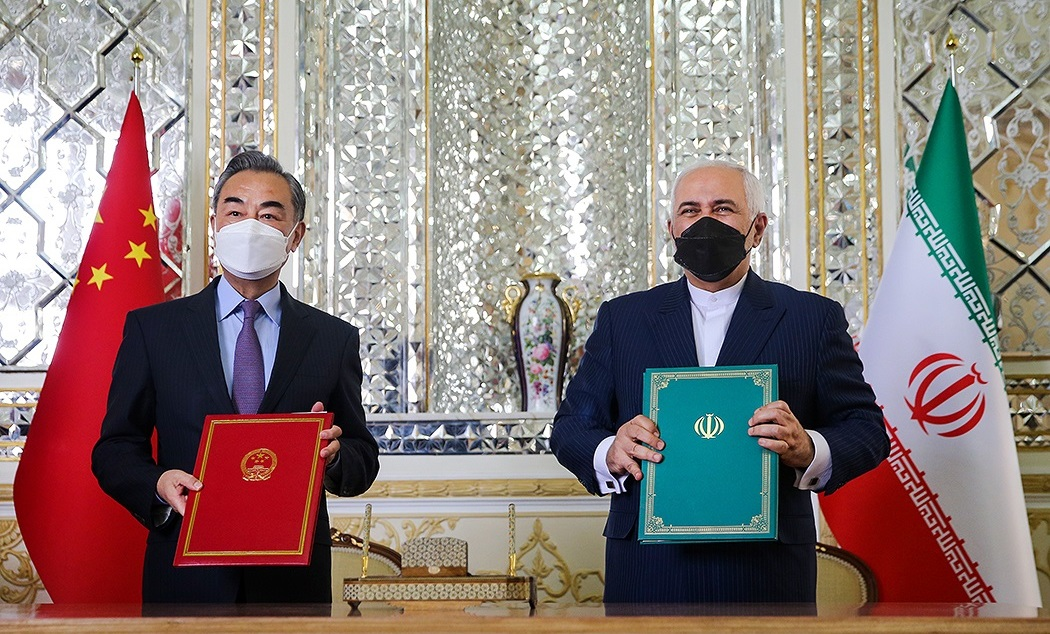
وزیران خارجه ایران و چین روز هفتم فروردین، سند برنامه جامع همکاری بین دو کشور را در تهران امضا کردند.

### ژانویه
ژانویه ۲۰۲۱
- خاموشی‌های ۲۰۲۱ ایران، از گسترده‌ترین خاموشی‌های تاریخ ایران بوده‌اند. قطع شدن برق و مشکلات وابسته به نبود الکتریسیته در چند کلانشهر ایران، مورد توجه رسانه‌ها قرار گرفت. چرایی خاموشی‌ها، دستگاه‌های استخراج رمزارز، کمبود گاز و افزایش مصرف مشترکین خانگی اعلام شد.

۸ ژانویه (۱۹ دی ۱۳۹۹)
- سید علی خامنه‌ای واردات واکسن کووید-۱۹ از فرانسه، انگلستان و آمریکا را ممنوع اعلام کرد.

### فوریه
۲۲ فوریه (۴ اسفند ۱۳۹۹)
- اعتراضات ۱۳۹۹ سیستان و بلوچستان، در واکنش به کشته‌شدن سوخت‌بران توسط سپاه پاسداران در شهرستان سراوان صورت گرفت. اینترنت، شبکه موبایل، خطوط ثابت و تلفن همراه در بیشتر شهرهای استان در پی اعتراضات قطع یا دچار اختلال شد. این اعتراضات از روز ۴ اسفند در جنوب شرق ایران، آغاز شد و در شهرهای دیگری همچون سراوان، ایران‌شهر، قلعه بید، شورو، زاهدان، سرجنگل، خاش و میرجاوه گسترش پیدا کرد.

### مارس
۱۳ مارس (۲۳ اسفند ۱۳۹۹)
- کارزار سیاسی نه به جمهوری اسلامی با پشتوانهٔ بیانیهٔ بیش از ۶۴۰ نفر از مخالفانِ نظام جمهوری اسلامی از طیف‌های مختلف سیاسی راه افتاد این بیانیه را صدها فعال سیاسی، کنشگر مدنی، فرهنگی، هنرمند و ورزشکار امضا کرده‌اند. کاربران در شبکه‌های اجتماعی از این کارزار استقبال کردند. این کارزار رویکرد خیمه بزرگ دارد و دارای تنوع گروه‌ها و چهره‌ها با ایدئولوژی‌های مختلف است.

### آوریل
۱۲ آوریل (۲۳ فروردین ۱۴۰۰)
- فائزه هاشمی با حضور در میزگردی که سایت انتخاب در کلاب‌هاوس برگزار کرده بود، به پرسش‌های شرکت‌کنندگان پاسخ داد. گفتگویی که از آن استقبال شد. استقبال از این گفتگو بی‌سابقه بوده‌است و از رکورد شمار شرکت‌کنندگان در این گفتگوی شش ساعته می‌گویند. فائزه هاشمی در این گفتگو حرف‌هایی زد که واکنش‌های زیادی را برانگیخته است. یکی از پر واکنش‌ترین گفته‌های او در مورد عدم شرکت در انتخابات پیش رو و رأی ندادن بود. یکی از جنجالی‌ترین گفته‌های فائزه هاشمی در مورد محمود پیشنهاد احمدی‌نژاد بود. او گفت احمدی‌نژاد به او برای انتخابات ریاست جمهوری ۱۴۰۰ پیشنهاد معاون اولی داده ولی او به خاطر عملکردش در سال ۸۸ و توهین‌هایی که به پدرش کرده نپذیرفته‌است. فائزه هاشمی همچنین گفت که پیش‌تر هم احمدی‌نژاد به او پیشنهاد مناظره داده بوده‌است که او نپذیرفته چرا که «ایشان را سلامت نمی‌داند و حرف آقای میرحسین در مورد ایشان که گفته بود توی دوربین زل می‌زند و دروغ می‌گوید، درست بوده.» رأی نمی‌دهم و با رأی ندادن اعتراض می‌کنیم!

۱۳ آوریل (۲۴ فروردین ۱۴۰۰)
- عذرخواهی خامنه‌ای از بیان آمار اقتصادی نادرست در مورد جایگاه ۱۸ ایران در جهان در سخنرانی نوروزی

۱۵ آوریل (۲۶ فروردین ۱۴۰۰)
- محسن رضایی، دبیر مجمع تشخیص مصلحت نظام ایران:«کشور به‌طور گسترده یک آلودگی امنیتی پیدا کرده کمتر از یک سال، سه رویداد امنیتی اتفاق افتاده‌است. قبل از این، از اسناد به کلی سری هسته‌ای ما سرقت شده‌است و قبل از آن چند ریز پرنده مشکوک آمدند و کارهایی انجام دادند.»

۲۱ آوریل (۱ اردیبهشت ۱۴۰۰)
- عباس آخوندی، وزیر پیشین راه و شهرسازی ادعا کرد دور زدن تحریم‌ها طی ۱۶ سال اخیر بین ۳۰۰ تا ۴۰۰ میلیارد دلار هزینه به اقتصاد ایران تحمیل کرده‌است. او افزود این کار باعث شکل گرفتن یک فساد بزرگ و نهادینه شده که «ذی‌نفعان جدی» دارد.

«یک عده‌ای که در وضع موجود منافع آشکار دارند، حاضر نیستند تغییری در آن ایجاد شود. این ذی‌نفعان با شعارهای مختلف به دنبال حفظ شرایط موجود هستند. متأسفانه فساد به شدت گسترش یافته و بر اقتصاد ایران سایه افکنده‌است.»
۲۴ آوریل (۴ اردیبهشت ۱۴۰۰)
- روزنامه اعتماد در گزارشی به جزئیات ماجرای کشته و زخمی شدن دو شهروند ایرانی «بر اثر شکنجه‌های وحشیانه پلیس مرزبانی ترکیه در نقطه صفر مرزی دو کشور» پرداخت. بر اساس این گزارش، بهنام صمدی و حسن کچلانلو، روستاییان ساکن در نوار مرزی چالدران که برای کار در استانبول راهی ترکیه شده بودند، روز ۲۶ فروردین ۱۴۰۰ توسط پلیس مرزی ترکیه بازداشت می‌شوند و «مورد شکنجه‌های مرگ‌آور جنسی و جسمی قرار گرفتند». بهرام صمدی، برادر بهنام صمدی، به روزنامه اعتماد گفته‌است پلیس ترکیه برادرش را با بیل آهنی طوری کتک زده که بیهوش شده و به او و دوست همراهش «با چاقو تجاوز می‌کنن و رگای پاشون، پشت گوش و تمام تنشون رو با چاقو زخمی می‌کنن».
- سازمان تنظیم مقررات و ارتباطات رادیویی در گزارشی جزئیات چگونگی اختلال در کلاب‌هاوس توسط اپراتورها را منتشر کرد. بر اساس این گزارش همراه اول، ایرانسل و مخابرات با تغییر در DNS، تغییر در نحوه مسیریابی و مسدودسازی آدرس IP دسترسی به کلاب‌هاوس را مختل کردند.

۲۵ آوریل (۵ اردیبهشت ۱۴۰۰)
- انتشار اظهارات جنجالی محمد جواد ظریف، وزیر امور خارجه ایران، در یک گفتگوی محرمانه، سر و صدای بسیاری در فضای سیاسی و رسانه‌ای ایران ایجاد کرد.

### مه
۱۷ مه (۲۷ اردیبهشت ۱۴۰۰)
- ۲۳۱ کنشگر مدنی و سیاسی از ۵۰ شهر و ۲۵ استان ایران با انتشار نامه‌ای خطاب به مردم ایران، با «نمایشی» خواندن انتخابات ریاست‌جمهوری ۱۴۰۰ خواستار تحریم آن شدند «تا حکومت ضدمردمی تداوم نیابد». امضاکنندگان این نامه که اسامی افرادی از طیف‌های مختلف سیاسی و مدنی، اقلیت‌های دینی و بازماندگان قربانیان انواع سرکوب در ایران پای آن دیده می‌شود، از این عنوان برای نامه خود استفاده کرده‌اند: «هم‌آوا برای بایکوت انتخابات خرداد ۱۴۰۰ و گذر خشونت‌پرهیز از جمهوری اسلامی به حکومت مردم، به‌وسیله مردم و برای مردم». هدف از تحریم انتخابات ۱۴۰۰ در این نامه، گذار خشونت‌پرهیز و صلح‌جویانه از نظام ولایت فقیه در راستای دستیابی به یک «قانون اساسی دموکراتیک و سکولار مبتنی بر اعلامیه جهانی حقوق بشر» عنوان شده‌است.

۲۰ مه (۳۰ اردیبهشت ۱۴۰۰)
- با حضور محمدباقر قالیباف رئیس مجلس شورای اسلامی عملیات حفاری خط ۳ و ۴ مترو مشهد کلید خورد.

۲۲ مه (۱ خرداد ۱۴۰۰)
- خرداد ۱۴۰۰ شطرنج‌بازان ایرانی به دلیل قطع برق فدراسیون موفق نشدند مسابقه خود را به پایان برسانند و شکست خوردند.
- برگزاری مانور نظامی در نزدیکی سولدوز یکی از تالاب‌های پارک ملی دریاچه ارومیه و در ضلع جنوبی این دریاچه باعث آتش‌سوزی ۶ هکتاری در «در عرصه حساس» آن شده‌است. تالاب سولدوز محل برگزاری مانور سپاه پاسداران انقلاب اسلامی بوده‌است.

«برگزاری مانورهای نظامی در این منطقه و همزمانی آن با فصل تخمگذاری وجوجه آوری پرندگان، یک معضل جدی زیست‌محیطی در منطقه است و نیاز به همکاری مسئولین شهرستانی و استان‌دارد. آتش‌سوزی در عرصه‌های طبیعی خصوصآ تالاب‌ها از مهمترین تهدیدات زیست‌محیطی محسوب شده و سالانه خسارت‌های فراوانی به پوشش گیاهی و جانوری منطقه وارد می‌کند.»— - منبع: رئیس اداره حفاظت محیط زیست نقده
۲۳ مه (۲ خرداد ۱۴۰۰)
- انفجار در صنایع شیمیایی نارگستر سپاهان موجب مصدوم شدن ۹ نفر شد. این حادثه ساعت سه و ۲۶ دقیقه بامداد اه مرکز اورژانس استان اصفهان گزارش شده‌است. روزنامه گاردین روز یکشنبه، دوم خرداد، محل این حریق را یک کارخانه تولید پهپاد واقع در اصفهان اعلام کرد.

۲۶ مه (۵ خرداد ۱۴۰۰)

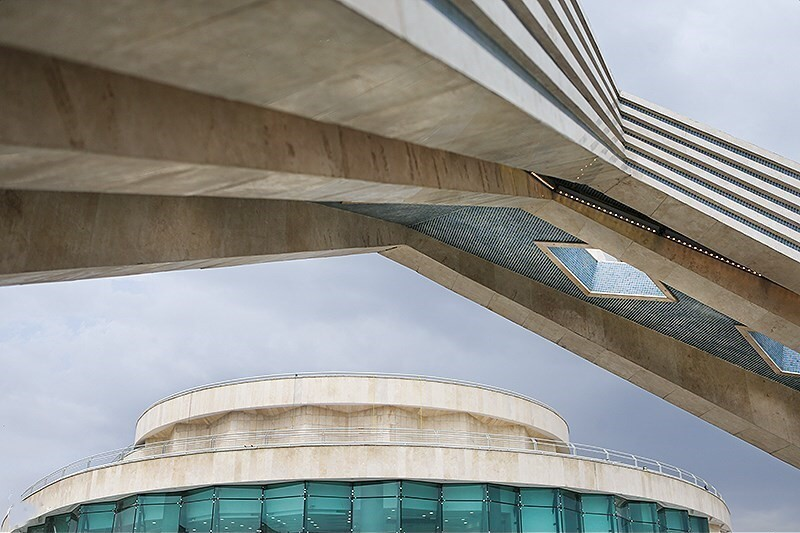
حناچی شهردار تهران در افتتاح مجموعه تاریخی و گردشگری رازی

- افتتاح مجموعه تاریخی و گردشگری رازی، مراسم افتتاح مجموعه تاریخی و گردشگری رازی، چهارشنبه ۵ خرداد با حضور پیروز حناچی شهردار تهران و جمعی از اعضای شورای شهر تهران در شهرری برگزار شد.

۲۹ مه (۸ خرداد ۱۴۰۰)

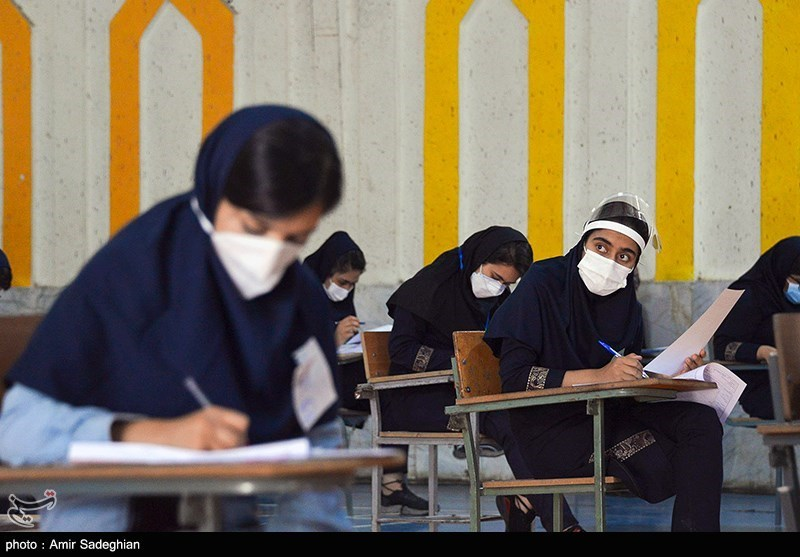
امتحانات نهایی متوسطه دوم پایه دوازدهم-شیراز

- با وجود اعتراض به برگزاری امتحانات نهایی به صورت حضوری علیرغم شیوع ویروس کرونا توسط دانش‌آموزان امتحانات نهایی دانش آموزان کلاس دوازدهم در پایه متوسطه دوم برگزار شد.

### ژوئن
۱ ژوئن (۱۱ خرداد ۱۴۰۰)
- دو خلبان ارتش «در اثر نقص فنی» یک جنگنده در دزفول کشته شدند. سرهنگ کیانوش بساطی و سروان حسین نامنی از خلبانان نیروی هوایی ارتش در حین آماده‌سازی هواپیما قبل از پرواز، بر اثر عملکرد ناگهانی صندلی‌پران" کشته شده‌اند.فعال شدن اجکت (صندلی‌پران) هر دو خلبان در کابین جلو و عقب هواپیما باعث پرتاب آنها به بالا و برخورد با سقف آشیانه هواپیما شده‌است.
- انفجار، آتش‌سوزی در دیگ بخار کشتی خارک ارتش ایران و غرق شدن آن.
- تبعه چینی عامل انتشار ویدئوکلیپ‌های مربوط به تماس با تعدادی از دختران ایرانی "در کاشان دستگیر شد. این مرد در مجموع ۵۰ فیلم از رابطه خود با دختران بعضاً زیر ۱۸ سال در فضای مجازی منتشر کرد و مدعی تماس با آنها شده بود.

۲ ژوئن (۱۲ خرداد ۱۴۰۰)

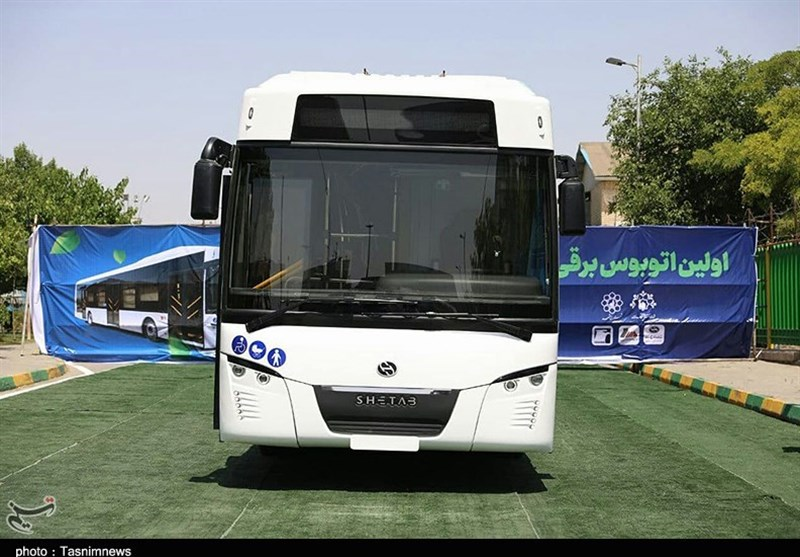
شتاب نخستین اتوبوس برقی کشور ایران

- پالایشگاه تندگویان در جنوب تهران بعد از ظهر روز چهارشنبه ۱۲ خرداد دچار آتش‌سوزی شد و ستون بزرگی از دود آسمان مناطق اطراف آن را دربرگرفت. این آتش‌سوزی ساعاتی بعد از اعلام خبر غرق شدن یک ناو نیروی دریایی ارتش (خارک) در اثر آتش‌سوزی در آب‌های دریای عمان رخ داده‌است.
- اولین اتوبوس برقی کشور در مشهد رونمایی و به صورت آزمایشی در خط یک BRT فعال شد. اتوبوس شتاب با تلاش گروه مپنا و شرکت عقاب افشان، به‌عنوان نخستین اتوبوس تمام برقی ایران با قطعات و طراحی ایرانی ساخته شده‌است. شعاع حرکتی این محصول، ۱۹۰ تا ۲۵۰ کیلومتر خواهد بود.

۷ ژوئن (۱۷ خرداد ۱۴۰۰)

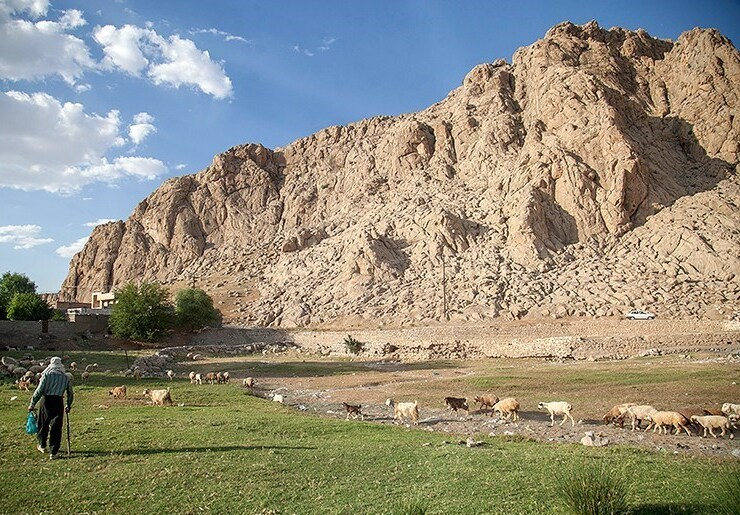
خشک شدن سراب خضرالیاس در کرمانشاه

- سراب خضر الیاس در شمال غرب کرمانشاه کیلومتر ۲۳ جاده کرمانشاه ـ کامیاران قرار دارد. عرض سرآب خضر الیاس نزدیک به ۱۱۰ متربود و آب این سرآب شفاف و قابل شرب بوده‌است. استفاده از آب سرآب خضر الیاس به منظور پرورش ماهی و کشاورزی آسیب‌های زیادی را به این منطقه زده‌است. در خرداد ۱۴۰۰ سراب خضر الیاس بر اثر خشک‌سالی و کاهش بارندگی بهاره خشک شد.

۱۵ ژوئن (۲۵ خرداد ۱۴۰۰)
- احد وظیفه، رئیس مرکز ملی خشکسالی و مدیریت بحران سازمان هواشناسی گفت: احتمال می‌رود که بارش‌ها در پاییز ۱۴۰۰ دیرتر از زمان نرمال آغاز شود. از این‌رو دوره خشکسالی طولانی خواهد بود. در استان‌هایی مانند هرمزگان، سیستان و بلوچستان، فارس، کرمان، خراسان رضوی و خراسان جنوبی کمبود بارش‌ها بین ۵۰ تا ۸۵ درصد گزارش شده‌است. درحال حاضر تنش آبی در بسیاری از استان‌ها به‌ویژه استان‌های جنوبی مانند خوزستان محسوس است. در برخی از مناطق آب پشت سدها نسبت به سال گذشته حدود ۴۰ درصد کمتر شده‌است.

## رخدادهای طبیعی

### زمین‌لرزه
۱۶ ژانویه (۲۷ دی ۱۳۹۹)
- زمین‌لرزه ۱۳۹۹ قشم، در شهرستان قشم در جنوب استان هرمزگان رخ داد. این زلزله در کشورهای هم‌جوار هم احساس شد.

۱۸ آوریل (۲۹ فروردین ۱۴۰۰)
- زمین‌لرزه ۱۴۰۰ بندر گناوه، به بزرگی ۵٫۹، مرز استان‌های بوشهر و فارس، حوالی بندر گناوه (در استان بوشهر) را لرزاند. این زلزله ۲۹ فروردین ساعت ۱۱:۱۱:۵۰ در ژرفای ۱۰ کیلومتری رخ داد. زمین‌لرزه در ۲۸ کیلومتری شمال شرق بندر گناوه روی داد و شدت زمین‌لرزه به گونه‌ای بود که در شهرستان‌های شمالی استان بوشهر به شدت و در دیگر شهرستان‌ها و استان‌های هم‌جوار نیز احساس شده‌است. این چهارمین زمین لرزه متوالی در گناوه در چند ماه اخیر است.

(۱۶ خرداد ۱۴۰۰)
- زمین‌لرزه ۱۴۰۰ صالح‌آباد

(۱۸ تیر ۱۴۰۰)
- زمین‌لرزه ۱۴۰۰ نقده

(۲۷ تیر ۱۴۰۰)
- زمین‌لرزه ۱۴۰۰ خشت

### سیل
۱۳ اردیبهشت ۱۴۰۰
- بارش تگرگ منجر به جاری شدن آب در محدوده منطقه صنعتی کمشچه از شهرستان برخوار شد. محور جاده قدیم کیلومتر چهار نطنز – کاشان در گردنه عباس‌آباد به علت بارش باران دچار آبگرفتگی شد.

۱۵ اردیبهشت ۱۴۰۰
- ۶ شهرستان و ۴۷ روستا در استان‌های اصفهان، یزد، خراسان جنوبی، خراسان رضوی، کرمان، سمنان، تهران و سیستان و بلوچستان درگیر سیل شدند.

۴ ژوئن ۲۰۲۱
- بارندگی‌های شدید در شهرهای ایران با آب گرفتگی و وقوع سیل در هفت استان، مفقود شدن شهروندان و آسیب‌های جانی و مالی همراه شد. ۹تن جان باختند که ۶ نفرشان از کارکنان اداره برق کرمان هستند. بارش‌های بهاری مداوم، استان‌های تهران، خراسان رضوی، خراسان جنوبی، کرمان، سمنان، اصفهان و یزد را درگیر سیل و آبگرفتگی کرد و سیلاب در محور چوپانان – اردکان، چندین خودروی سواری را با خود برد. شش نفر در گلباف کرمان و سه نفر در اردکان جان باخته‌اند.

۱۷٫۰۷٫۲۰۲۱
- با وقوع سیلاب در هفت استان، ۶ تن مفقود شدند. یک نفر در استان یزد، یک نفر در جاده اردکان به چوپانان و چهار نفر نیز از کارکنان اداره برق در کرمان. با وقوع سیل از ساعت ۱۲ تا ۸ روز سه شنبه (چهاردهم اردیبهشت‌ماه) در برخی استان‌ها به ۱۴۸ نفر گرفتار در سیلاب، امدادرسانی شد.

۲۰/۰۷/۲۰۲۱
- جموعا در ۵۷ شهرستان از ۱۵ استان آذربایجان شرقی، آذربایجان غربی، البرز، اصفهان، بوشهر، چهارمحال و بختیاری، کهگیلویه و بویراحمد، کرمان، فارس، سیستان و بلوچستان، سمنان، مازندران، هرمزگان، یزد و کردستان عملیات‌های مرتبط با سیل و آبگرفتگی انجام شدند. هفت تن از این افراد در سیلاب و یک نفر نیز به دلیل اصابت صاعقه جان خود را از دست داده‌اند. خسارت زیادی به زیربخش‌های کشاورزی دهستان کیسکان از جمله بخش دام و طیور، تلفات دام سبک و سنگین، تخریب جایگاه‌های دامی، تلفات مرغ بومی، از بین رفتن و آب بردگی علوفه و نهاده‌های دامی، تخریب و آب بردگی کلنی‌های زنبور عسل معادل ۳ میلیارد و ۴۱۰ میلیون تومان خسارت وارد شد.

۲۶ تیر ۱۴۰۰–۱۷ ژوئیه ۲۰۲۱
- در کرمان بیش از ۲۰ روستا در شهرهای بافت، بردسیر، زرند، راور، رابر، سیرجان، ماهان و راین زیر آب رفته و بیش از ۱۹۰ نفر در چادر مستقر شدند. در کرمان اعضای یک خانواده پنج نفری همه مفقود شدند. دست‌کم ۹ روستا در شهرستان‌های سرباز، چابهار، کنارک، ایرانشهر، نیکشهر و فنوج در استان سیستان و بلوچستان درگیر سیلاب و آبگرفتگی بودند. بارش‌ها در آذربایجان غربی سبب وقوع سیل و خسارت به بیش از ۱۰۰۰ هکتار زمین کشاورزی شد. در اطراف روستای کلهای در بخش آسارای در جاده کرج چالوس، سیل باعث خرابی و بسته شدن شبکه ارتباطی روستایی شد.

۲۷ تیر ۱۴۰۰
- بارش شدید باران در نقاط مختلف استان فارس سبب آب‌گرفتگی و سیلابی‌شدن مسیل‌ها و کندی تردد در محورهای مواصلاتی استان شد. طی این بارندگی و وزش تندباد ۲۱ تیر چراغ برق شکست و برق چهار روستای شمالی علامرودشت لامرد برای ساعاتی قطع شد. همچنین در پی وزش باد و بارش باران شدید در شهرستان خنج به دامداران و به محصولات کنجد و مرکبات کشاورزان ۱۱۲ میلیارد و ۳۴۰ هزار میلیون ریال خسارت وارد شد.

## حوادث
(۲۱ فروردین)
- حادثه ۱۴۰۰ نطنز

(۲ خرداد)

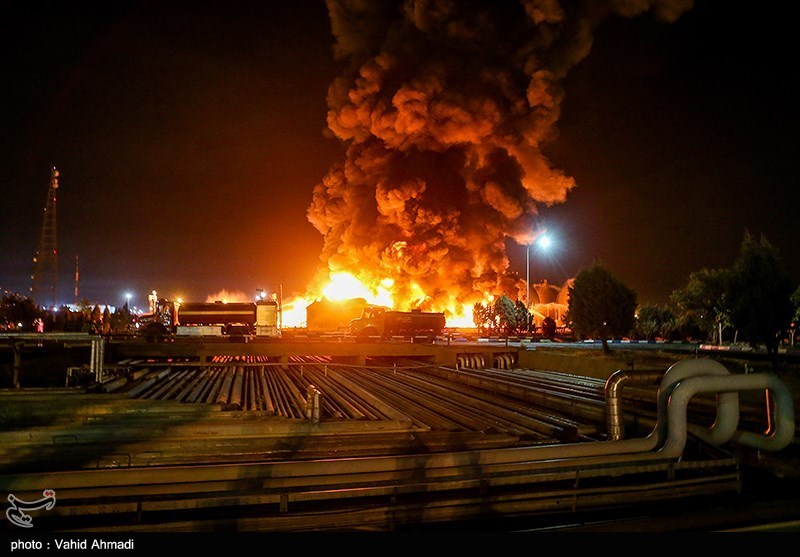
عصر چهارشنبه ۱۲ خرداد، یکی از خطوط اضطرار گاز مایع در پالایشگاه تهران دچار حریق شد.

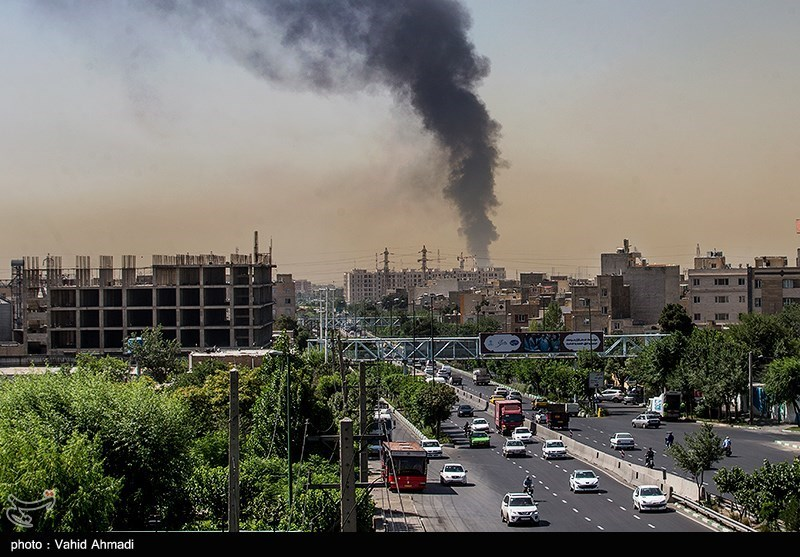
روز دوم آتش‌سوزی پالایشگاه تهران

- انفجار در صنایع شیمیایی نارگستر سپاهان

(۶ خرداد)
- وقوع ۲ فقره آتش‌سوزی در پارک ملی کرخه در محدوده بخش فتح المبین شهرستان شوش موجب وارد شدن خسارت به ۲۷ هکتار از محدوده پارک شد.منطقه حفاظت شده و پارک ملی کرخه، بخشی از آخرین بازمانده، جنگل‌های نیمه گرمسیری، زیستگاه گونه در معرض خطر «گوزن زرد» است که به دلیل مجاورت با مزارع در شهرستان شوش، همیشه در معرض خطر آتش‌سوزی است.

(۷ خرداد)
- آتش‌سوزی در جنگل‌های سردشت، آتش‌سوزی در جنگل‌های حد فاصل مناطق " کولسه" و "زیرمیرگ " رخ داد. این آتش‌سوزی به سرعت گسترش یافت و به بیش از ۶۰ هکتار از اراضی جنگلی سرایت کرد. سردشت با ۹۰ هزار هکتار جنگل و ۳۰ هزار هکتار مرتع بیشترین جنگل‌های آذربایجان‌غربی را داراست؛ جنگل‌های سردشت جزو جنگل‌های زاگرس شمالی است.

۱ ژوئن (۱۱ خرداد ۱۴۰۰)
- آتش‌سوزی و غرق شدن ناو نیروی دریایی خارک ارتش

۲ ژوئن (۱۲ خرداد ۱۴۰۰)
- آتش‌سوزی پالایشگاه نفت تهران

۳ ژوئن (۱۳ خرداد)
- آتش‌سوزی در اطراف خط لوله انتقال نفت برومی اهواز، نیزارهای اطراف خط لوله انتقال نفت روستای برومی در اهواز دچار حریق شد.

۶ ژوئن (۱۶ خرداد)
- آتش‌سوزی در کارخانه فولاد زرند ایرانیان در استان کرمان، آتش‌سوزی که با صدای انفجار همراه بود، در ساعت‌های اولیه بامداد یکشنبه رخ داد. مجتمع فولاد زرند ایرانیان از جمله شرکت‌های مرتبط با صنعت فولاد ایران است که در روزهای پایانی دولت دونالد ترامپ در پنجم ژانویه ۲۰۲۱ در فهرست تحریم‌های آمریکا قرار گرفتند.کارخانه فولاد زرند ایرانیان در زمینی به مساحت ۳۷۶ هکتار در هفت کیلومتری جاده زرند کرمان قرار دارد.

۷ ژوئن (۱۷ خرداد)
- در ساعت ۱۷:۴۷ آتش‌سوزی در کارخانه تولید نوشیدنی بهنوش در جاده مخصوص کرج بعد از بزرگراه آزادگان به سامانه ۱۲۵ سازمان آتش‌نشانی اعلام گزراش شد.

(۲۲ خرداد)
- آتش‌سوزی در جنگل‌های دشت چوگان، ارتفاعات مورجان و روستای آب سوراخک کوهمره سرخی میمند

## فرهنگ
(۵ تا ۱۲ خرداد)

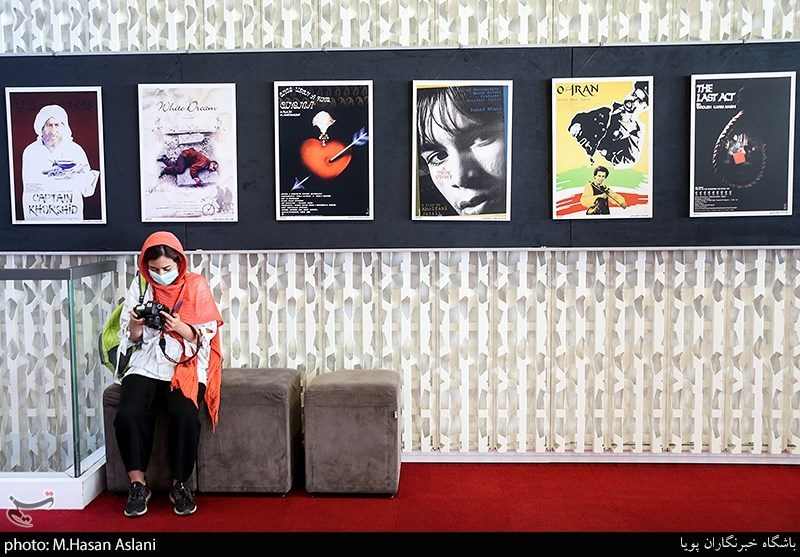
ششمین روز سی‌وهشتمین جشنواره جهانی فیلم فجر دوشنبه ۱۰ خرداد در پردیس سینمایی چارسو برگزار شد.

- سی و هشتمین جشنوارهٔ جهانی فیلم فجر از ۵ تا ۱۲ خرداد ۱۴۰۰ در شهر تهران برگزار شد. دبیر این دوره از جشنواره محمدمهدی عسگرپور بود. و سیمرغ زرین بهترین فیلم به نور طبیعی اثر دینش نادْی از کشور مجارستان تعلق گرفت. پردیس چارسو کاخ جشنواره، و سینما آزادی و سالن روباز سینمای کانون پرورش فکری کودکان و نوجوانان دیگر سینماهای نمایش‌دهندهٔ فیلم‌های جشنواره بودند.

۳ ژوئن (۱۳ خرداد)
- مدیران جشنواره کن، فیلم‌های هفتاد و چهارمین دوره این رویداد معتبر سینمایی را اعلام کردند و نام فیلم «قهرمان» نهمین ساخته اصغر فرهادی در بخش مسابقه این دوره میان آنها بود.

## جامعه

### حقوق بشر
دی ۱۳۹۹
از مهم‌ترین رویدادهای این ماه می‌توان به تداوم نگهداری گلرخ ایرایی در بازداشتگاه اطلاعات سپاه، اجرای حکم اعدام محمدحسن رضایی کودک-مجرم در زندان رشت، خودکشی رضا کوک-کار، پارگی دیسک مهره راحله احمدی در پی تبعید صبا کردافشاری، ضرب و شتم مریم ابراهیم وند و نقض مضاعف اصل تفکیک جرایم در قرچک، اجرای حکم اعدام حمید راست بالا، کبیر سعادت جهانی و محمدعلی آرایش زندانیان سنی مذهب در زندان وکیل آباد مشهد، محرومیت مهسا فروهری و شیما فتاحی شهروندان بهایی از ادامه تحصیل، قتل دختر جوان توسط پدرش در مهردشت اصفهان، خودکشی کامران آشوری از بیم اجرای حکم اعدام برادرش، خودکشی کارگر شهرداری مرودشت به دلیل عدم دریافت حقوق و مشکلات معیشتی اشاره کرد.
بهمن ۱۳۹۹
از مهم‌ترین رویدادهای این ماه می‌توان به ضرب و شتم یک سرباز وظیفه پلیس راهور، توسط نماینده مجلس در تهران، خبر درگذشت بهنام محجوبی، ضرب و شتم صبا کردافشاری در زندان قرچک ورامین، تبعید گلرخ ایرایی از زندان قرچک ورامین به زندان آمل، محرومیت ماری محمدی از اشتغال با فشار نهادهای امنیتی و ممنوع‌الخروجی نرگس محمدی؛ علی‌رغم پایان دوره محکومیت و آزادی، مرگ مهرداد طالشی در بازداشتگاه پلیس آگاهی تهران، مرگ دو پرستار بر اثر ایست قلبی ناشی از فشار کار در تهران و رشت، تنبیه بدنی یک دانش آموز در قزوین و خودسوزی یک زن در ارومیه اشاره کرد.
اسفند ۱۳۹۹
از مهم‌ترین رویدادهای این ماه می‌توان به بازداشت محسن و بهروز منوچهری در ارتباط با موزیک ویدئوی جدید ساسی مانکن، تبعید سپیده قلیان از زندان اوین به زندان بوشهر، تبعید مریم اکبری منفرد از زندان اوین به زندان سمنان، تبعید آتنا دائمی از زندان اوین به زندان لاکان رشت، اجرای حکم زهرا اسماعیلی پس از سکته قلبی، اعدام ۴ زندانی سیاسی در زندان سپیدار اهواز، خودکشی یک زندانی سیاسی در زندان تهران بزرگ، بازداشت و محاکمه یک شهروند در تهران به اتهام شرب خمر، تجویز داروی اشتباه و مرگ مهدی نریمانی، زندانی مالی و مجروح شدن یک زن ۶۰ ساله، با انگیزه ناموسی توسط پسر خود اشاره کرد. اشاره کرد.
فروردین ۱۴۰۰
از مهم‌ترین رویدادهای این ماه می‌توان به مرگ نوزاد ۱۷ ماهه در پی آزار جنسی توسط پدرش، آزار جنسی دو کودک خردسال توسط نگهبان سد گلستان، محکومیت گلرخ ایرایی به یک سال زندان و ۲ سال محرومیت‌های مختلف اجتماعی، محکومیت حمیدرضا امیری صفت به حکم اعدام، بازداشت خانواده برخی از کشته شدگان اعتراضات، در مسیر بازگشت از آرامگاه سردار اسعد بختیاری در اصفهان، آسیب قرنیه چشم و کاهش بینایی میثم بهرام آبادی، بر اثر ضرب و شتم در بازجویی و تبعید امیرسالار داودی، از زندان اوین به زندان رجایی شهر کرج اشاره کرد.
اردیبهشت ۱۴۰۰
۵ اردیبهشت (۲۵ آوریل)
- دست‌کم هشت شهروند بهائی در ایران، روز یک‌شنبه ۵ اردیبهشت، در بهارستان اصفهان توسط نیروهای امنیتی بازداشت و به مکان نامعلومی منتقل شدند. همرمان منازل دست‌کم ۱۳ شهروند بهائی مورد تفتیش نیروهای امنیتی قرار گرفت.

۱۷ اردیبهشت (۷ مه)
- سپنتا نیکنام عضو پیشین شورای شهر یزد و کاندیدای ششمین دوره انتخابات شورای شهر تهران، از رد صلاحیت شدن خود در انتخابات شورای مذکور به دلیل عدم التزام به اسلام خبر داد. این در حالیست که این شهروند زرتشتی نخستین بار در سال ۱۳۹۲ به عضویت در چهارمین دوره شورای اسلامی شهر یزد انتخاب شده و در سال ۱۳۹۶ بار دیگر به عضویت در این شورا منتخب شد.
- علی فاضلی منفرد در اهواز، مرکز استان خوزستان ایران «به ظن همجنسگرا بودن» توسط اعضای خانواده‌اش به قتل رسید.

۲۴ خرداد
- درسا دهقانی، شهروند بهائی ساکن شیراز توسط نیروهای امنیتی در ایستگاه قطار این شهر بازداشت و به مکان نامعلومی منتقل شد. نیروهای امنیتی پس از بازداشت به همراه این شهروند به محل سکونت او رفته و ضمن تفتیش منزل برخی از لوازم شخصی وی را ضبط کرده و با خود بردند.

### دنیاگیری کووید-۱۹
۱۵ آوریل (۲۶ فروردین ۱۴۰۰)

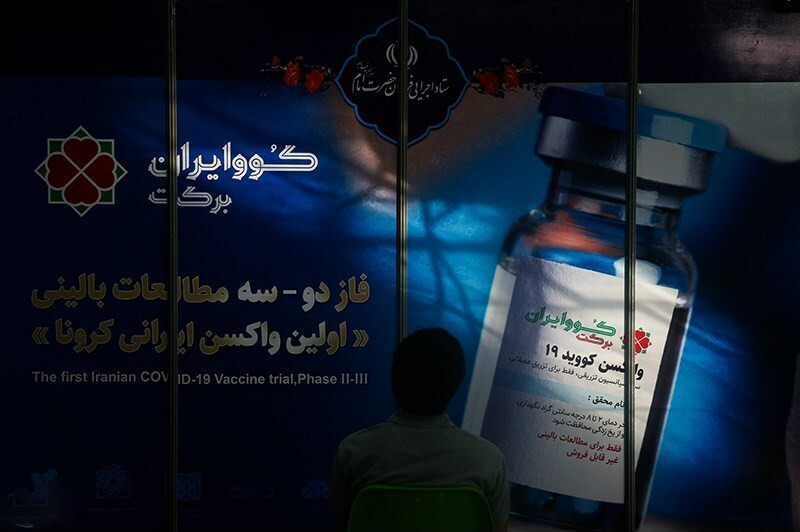
فاز دو-سه مطالعات بالینی واکسن ایرانی کوو ایران برکت عصر شنبه ۱ خرداد ماه ۱۴۰۰ در محل واکسیناسیون والفجر برگزار شد.

- کاظم جلالی سفیر جمهوری اسلامی ایران در فدراسیون روسیه اعلام کرد: به دنبال مذاکرات فشرده با صندوق سرمایه‌گذاری‌های مستقیم روسیه و با حمایت وزارت بهداشت و درمان و آموزش پزشکی قرارداد ۶۰ میلیون دوز واکسن برای واکسیناسیون کامل ۳۰ میلیون نفر امضا و نهایی شد.

۲۰ آوریل (۳۱ فروردین ۱۴۰۰)
- سعید خال مدیرعامل سازمان بهشت زهرا در مصاحبه با یک برنامه تلویزیونی گفت: «در روز سه شنبه ۱۴۷ نفر از جان باختگان کرونا و ۲۰۰ نفر نیز که به دلایل دیگر فوت شده بودند، در بهشت زهرا دفن شدند. او گفت که این آمار جان باختگان در طول تاریخ جنگ ایران و عراق نیز سابقه نداشته‌است و در پنجاه سال گذشته چنین آمار فوتی در یک روز نداشتیم.»

۱۲ ژوئن (۲۲ خرداد)
- رئیس سازمان غذا و دارو بدون نام بردن از افراد یا نهاد خاصی، از اعمال «فشارهای زیاد برای صدور مجوز تزریق عمومی واکسن‌های داخلی» خبر داده‌است. محمدرضا شانه‌ساز که شامگاه شنبه، ۲۲ خرداد در شبکه دوم تلویزیون حکومت ایران سخن می‌گفت، تأکید کرد که «دو واکسن رازی و برکت قابلیت تزریق عمومی دارند، اما تا کارهای علمی این دو واکسن به نتیجه نرسد، وزارت بهداشت مجوز تزریق عمومی نمی‌دهد».

۱۴ ژوئن (۲۴ خرداد)
- سعید نمکی وزیر بهداشت از صدور مجوز مصرف اضطراری واکسن ایرانی کرونا به نام «کوو ایران برکت» و اضافه شدن آن به برنامه واکسیناسیون ایران خبر داد. او همچنین گفت که واکسن مشترک انستیتو پاستور ایران و کشور کوبا هم در هفته آینده مجوز خواهد گرفت.

۱۵ ژوئن (۲۵ خرداد)
- خبرگزاری ایلنا مصاحبه‌ای با کیانوش جهانپور منتشر کرد که او در آن گفته بود «هنوز برای هیچ‌کدام از واکسن‌های تولید داخل مجوز مصرف اضطراری صادر نشده‌است» که این گفته‌ها در تناقض با سخنان وزیر بهداشت ایران دربارهٔ صدور مجوز برای واکسن است.
- بررسی‌های روزنامه همشهری نشان می‌دهد، بازار غیررسمی فروش ۲۵ تا ۶۰ میلیون تومانی واکسن کرونای آمریکایی «فایزر» در تهران راه افتاده‌است که به‌صورت قاچاق وارد می‌شود. بر اساس این گزارش این واکسن‌ها که با توقف واکسیناسیون در ایران و کمبود واکسن به صورت قاچاق وارد شده، به قیمت هر دو دوز ۲۵ تا ۶۰ میلیون تومان فروخته می‌شود.

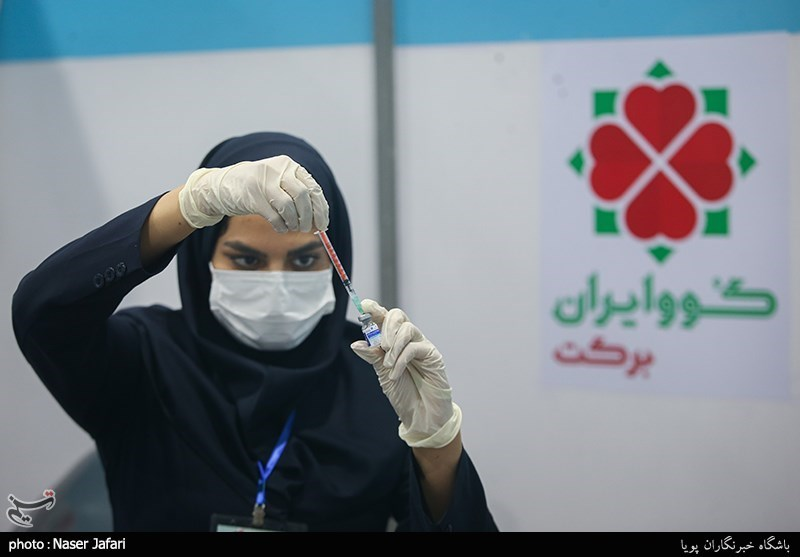
فاز دو-سه مطالعات بالینی واکسن کوو ایران برکت
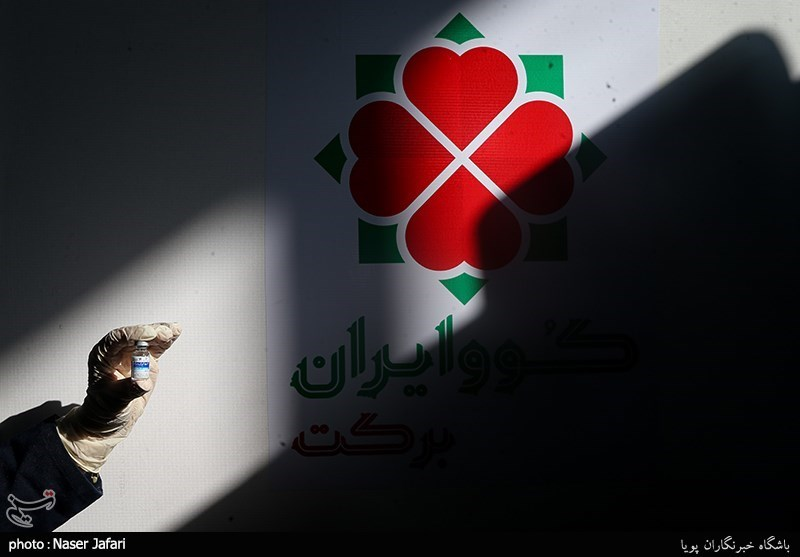
فاز دو-سه مطالعات بالینی واکسن کوو ایران برکت

## انتخابات ریاست‌جمهوری ایران
۱۷ مه (۲۷ اردیبهشت ۱۴۰۰)
- ۲۳۱ کنشگر مدنی و سیاسی از ۵۰ شهر و ۲۵ استان ایران با انتشار نامه‌ای خطاب به مردم ایران، با «نمایشی» خواندن انتخابات ریاست‌جمهوری ۱۴۰۰ خواستار تحریم آن شدند.

۲۰ مه (۳۰ اردیبهشت ۱۴۰۰)
- قوه قضاییه ایران دربارهٔ اظهارنظرهای انتخاباتی به خبرنگاران و فعالان مدنی هشدار داد. همچنین پلیس امنیت، پلیس فتا و سازمان اطلاعات سپاه پاسداران نهادهای دیگری هستند که گفته شده در این زمینه هشدار دادند.

۲۴ مه (۳ خرداد ۱۴۰۰)
- خبرگزاری فارس با انتشار خبری پیش از شورای نگهبان و وزارت کشور نام تأیید صلاحیت و ردصلاحیت‌شدگان انتخابات را منتشر کرد.

۲۵ مه (۴ خرداد ۱۴۰۰)
- شورای نگهبان از بین ۶۸۶ داوطلب شرایط ۴۰ نفر را بررسی کرد و هفت نفر را مورد تأیید قرار داد. تصمیمی که از نگاه اکثر فعالان سیاسی و کاربران شبکه‌های اجتماعی «کودتای انتخاباتی» و «مهندسی انتصابات» نام گرفته و تلاشی آشکار برای تضمین پیروزی رئیسی تلقی شده‌است.
- فهرست تأیید صلاحیت‌شدگان در انتخابات ریاست جمهوری اعلام شد. شورای نگهبان صلاحیت ابراهیم رئیسی، محسن رضایی، محسن مهرعلیزاده، سعید جلیلی، علیرضا زاکانی، عبدالناصر همتی و امیرحسین قاضی زاده هاشمی را تأیید کرد.
- صادق لاریجانی، عضو شورای نگهبان در بیانیه‌ای منسوب به وی با اعتراض به تصمیم شورای نگهبان، آن را «غیرقابل دفاع» خوانده و گفته که «دستگاه‌های امنیتی» در کار این نهاد «دخالت» می‌کنند.
- مصطفی تاجزاده، فعال اصلاح‌طلب در بیانیه‌ای اعتراضی گفت که کار دیگر از مهندسی انتخابات گذشته و به انتصابات برای یکدست کردن حکومت رسیده‌است: «هیچ شهروند مسئولی نباید تسلیم تفاسیر ساختارشکنانه شورای نگهبان از قانون اساسی و عملکرد مردم‌ستیز اعضایش شود. تفسیرها و تصمیم‌هایی که هدفشان بسترسازی برای حکومت اقلیت، انقیاد اکثریت و هدم جمهوریت نظام است.»
- سعید حجاریان نوشت: «بیانیه اعلام مواضع ⁧ شورای نگهبان⁩ آغاز عملیات اجرایی طرح انتصاب نخست‌وزیر در لفافه انتخابات ⁧ریاست‌جمهوری ⁩ است؛ امید آنکه نتیجه این عملیات انطباق مسئولیت‌ها و اختیارات باشد.»

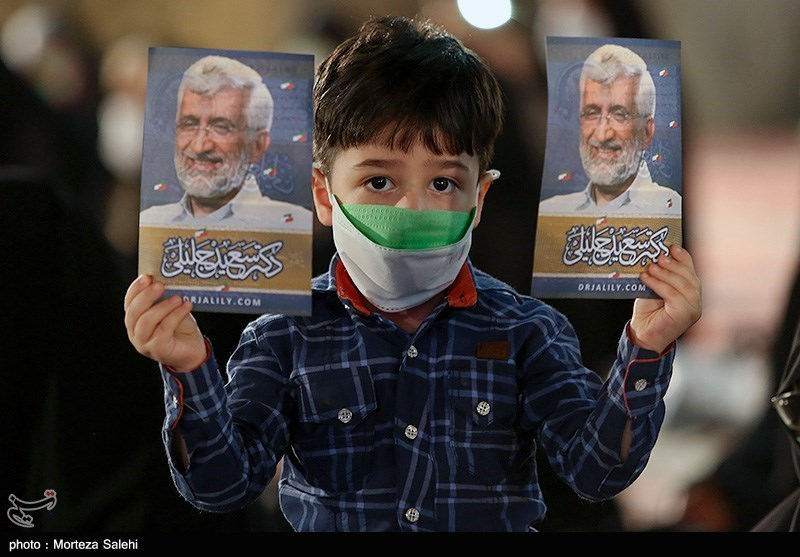
تبلیغات حامیان جلیلی
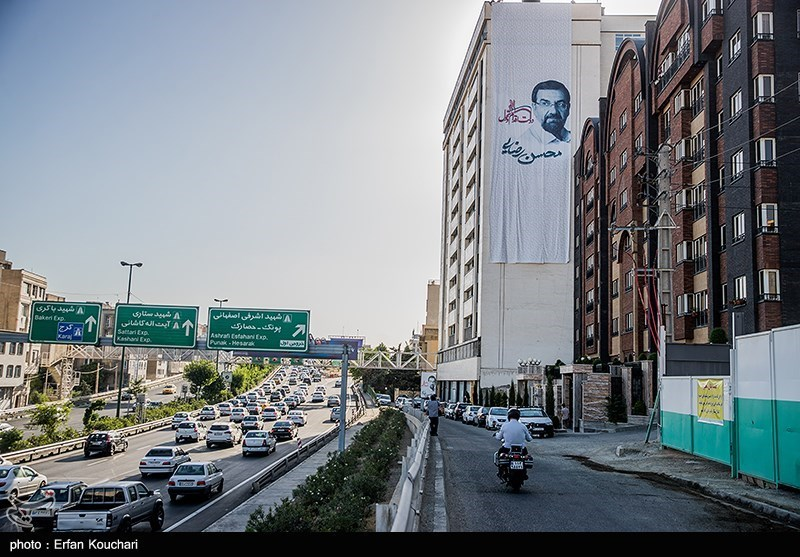
پوستر تبلیغاتی رضایی در سطح شهر
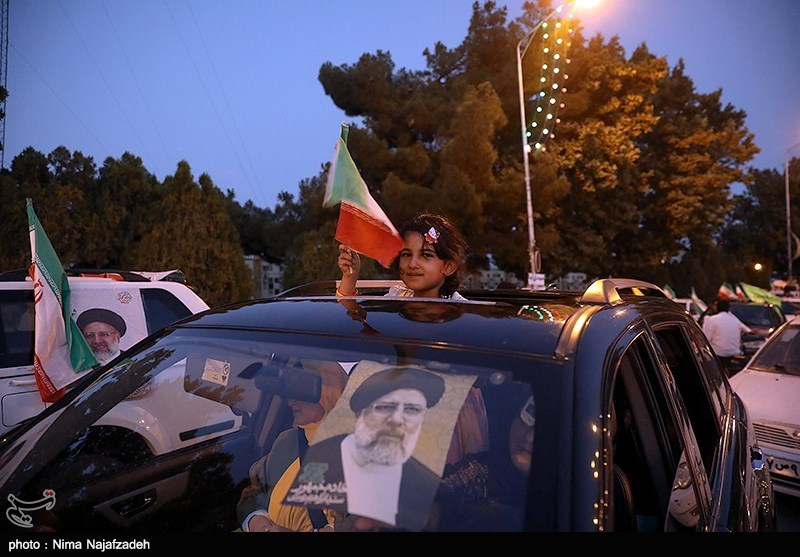
تبلیغات حامیان رئیسی
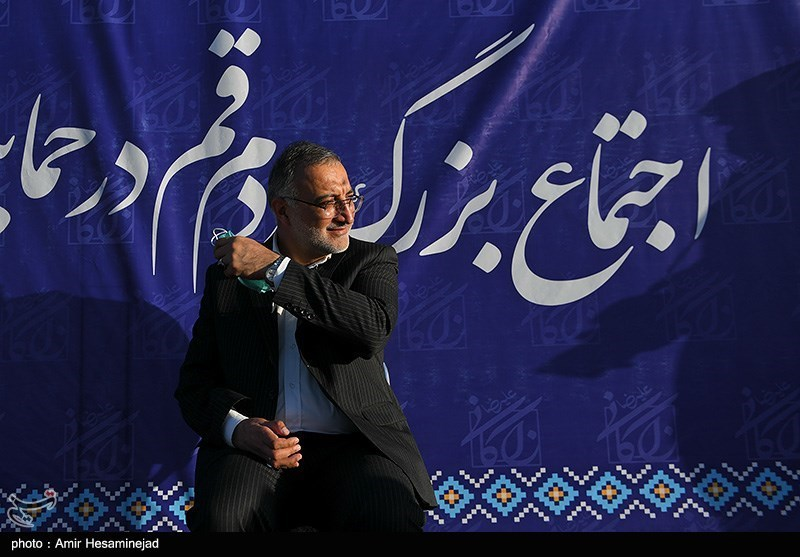
زاکانی در کمپین انتخاباتی
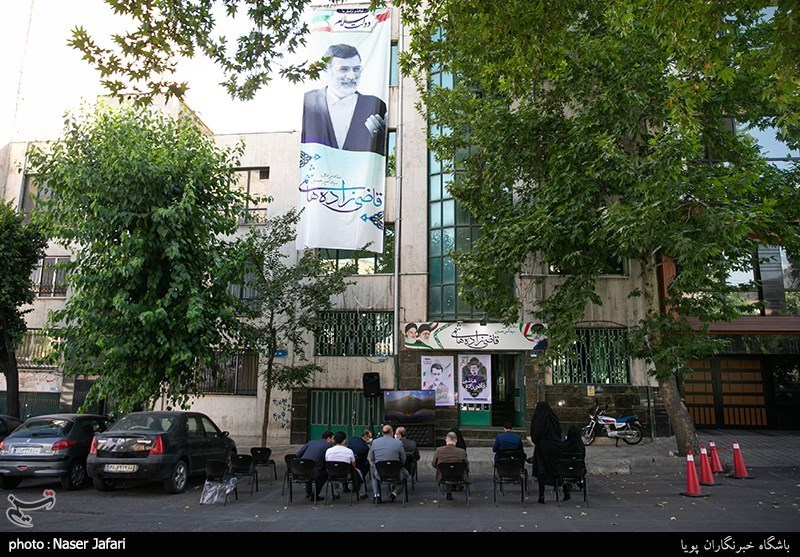
پوستر تبلیغاتی قاضی زاده هاشمی
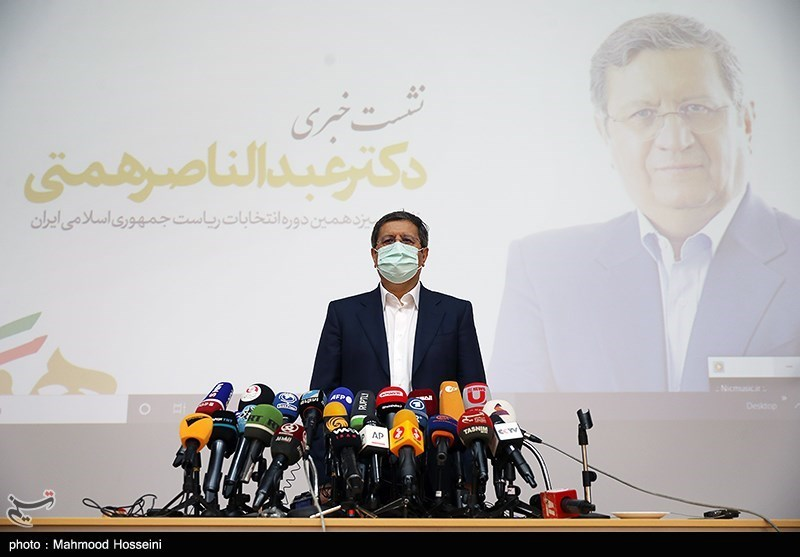
همتی در کمپین انتخاباتی

۲۶ مه (۵ خرداد ۱۴۰۰)
- قائم مقام دبیر شورای نگهبان، اقامت افراد درجه یک خانواده در کشور خارجی را یکی از دلایل عدم تأیید صلاحیت علی لاریجانی، رئیس پیشین مجلس ایران دانست.
- در پی رد صلاحیت گسترده نامزدهای انتخابات ریاست جمهوری در ایران، حسن روحانی، رئیس‌جمهور ایران به علی خامنه‌ای رهبر جمهوری اسلامی نامه نوشت.
- جبهه اصلاحات ایران با صدور بیانیه‌ای اعلام کرد که ۹ نامزد را برای انتخابات ریاست جمهوری نامزد کرده بود که تمامی آنها رد صلاحیت شدند. بدین ترتیب این جبهه هیچ نامزدی در انتخابات ریاست جمهوری امسال ندارد. مصطفی تاج‌زاده، محمود صادقی، مسعود پزشکیان، محمد شریعتمداری، محسن هاشمی، عباس آخوندی، مصطفی کواکبیان، اسحاق جهانگیری و زهرا شجاعی ۹ نامزد جبهه اصلاحات برای انتخابات ریاست جمهوری بودند که همگی رد صلاحیت شدند.
- حسن خمینی، واکنشی تند به رد صلاحیت‌های گسترده شورای نگهبان نشان داد. او شیوه شورای نگهبان برای آنهایی هم که از صافی این نهاد رد شده‌اند مشکل‌زا خواند.
- محمود احمدی‌نژاد مدعی شد که شب قبل از اعلام اسامی نامزدهای تأیید صلاحیت شده، حسین نجات فرمانده قرارگاه ثارالله تهران و در حقیقت مسئول امنیت تهران از طرف سپاه پاسداران به منزل او رفته و خبر رد صلاحیتش را به او داده‌است.

۱ ژوئن (۱۰ خرداد ۱۴۰۰)
- وزارت اطلاعات با انتشار بیانیه‌ای اظهارات اخیر محمود احمدی‌نژاد پس از رد صلاحیت در انتخابات اخیر ریاست جمهوری را «غیرواقعی و در راستای تشویش اذهان عمومی» خواند.
- مسعود پزشکیان، نماینده تبریز در مجلس، که صلاحیت او برای کاندیداتوری در انتخابات ریاست‌جمهوری ۱۴۰۰ از سوی شورای نگهبان رد شده، گفته‌است در جریان «به اصطلاح انتخابات»، فقط «یک جناح و یک دسته» امکان حضور دارند.

۲ ژوئن (۱۱ خرداد ۱۴۰۰)

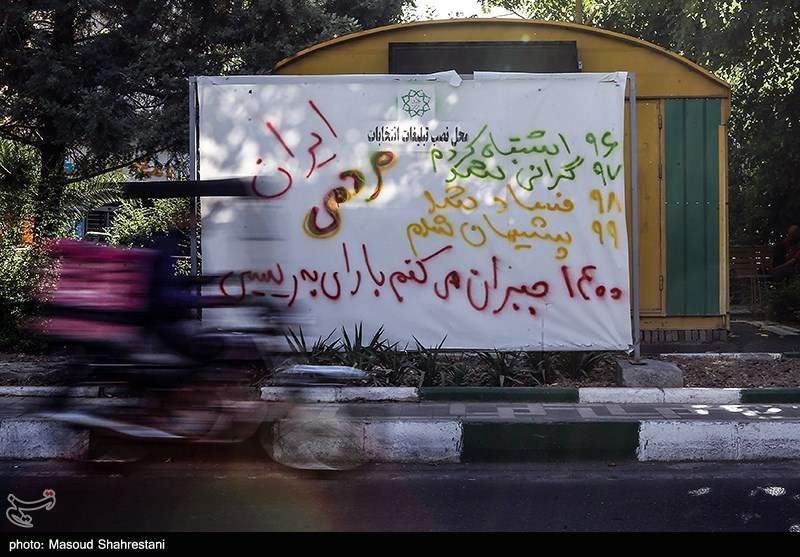
انتخابات ریاست‌جمهوری ایران ۱۴۰۰

- مجمع روحانیون مبارز نامزد انتخاباتی معرفی نمی‌کند: مجمع روحانیون مبارز در نشستی به ریاست محمد خاتمی، رئیس‌جمهوری پیشین، از اقدام شورای نگهبان در ردصلاحیت گسترده نامزدهای انتخابات انتقاد کرده و آن را «بی‌اعتنایی بی‌سابقه» به مردم دانسته که باعث کاهش مشارکت در انتخابات خواهد شد.
- عبدالناصر همتی، نامزد انتخابات ریاست‌جمهوری ایران، از اقدام تلویزیون حکومتی جمهوری اسلامی در سانسور فیلم تبلیغاتی خود خبر داد. به گفته وی، برخی از دختران ایرانی «بی‌واسطه حرف‌های خود را در این فیلم مستند زده بودند» که صداوسیما خواستار «حذف» این بخش‌ها از فیلم شد، اما او گفته که «مخالف سانسور است» و از این رو فیلم تبلیغاتی وی پخش نشد.

۴ ژوئن (۱۳ خرداد ۱۴۰۰)
- علی خامنه‌ای، رهبر جمهوری اسلامی ایران ده روز پس از اعلام نامزدهای ریاست جمهوری، می‌گوید در جریان بررسی صلاحیت‌ها به برخی از داوطلبان پست ریاست جمهوری «جفا و ظلم» شده‌است.
- در پی سخنان علی خامنه‌ای، شورای نگهبان اعلام کرد در فضای مجازی و برخی رسانه‌ها «گزارش‌های نادرست و غیرمستند» در مورد برخی داوطلبان و بستگان آنها منتشر شده، اما این «گزارش‌های نادرست» در نظر نهایی شورای نگهبان مؤثر نبوده‌است

۵ ژوئن (۱۴ خرداد ۱۴۰۰)
- اسحاق جهانگیری معاون اول رئیس‌جمهور ایران بعد از اظهارات رهبر جمهوری اسلامی در حساب توئیتری خود با اشاره به این که «من خود را از مصادیق این جفا و ظلم می‌دانم» نوشت، «از شورای نگهبان می‌خواهم هر مبنا و مستندی برای تصمیم خود دربارهٔ من دارد را در اختیار عموم ملت قرار دهد».
- علی لاریجانی، رئیس سابق مجلس ایران و از داوطلبان رد صلاحیت شده انتخابات ریاست جمهوری از آیت‌الله خامنه ای، رهبر جمهوری اسلامی به دلیل «تذکر و مطالبه» در رفع ظلم و جفایی که در بررسی صلاحیت کاندیداهای ریاست‌جمهوری رخ داد، سپاس‌گزاری کرد.

۶ ژوئن (۱۵ خرداد ۱۴۰۰)

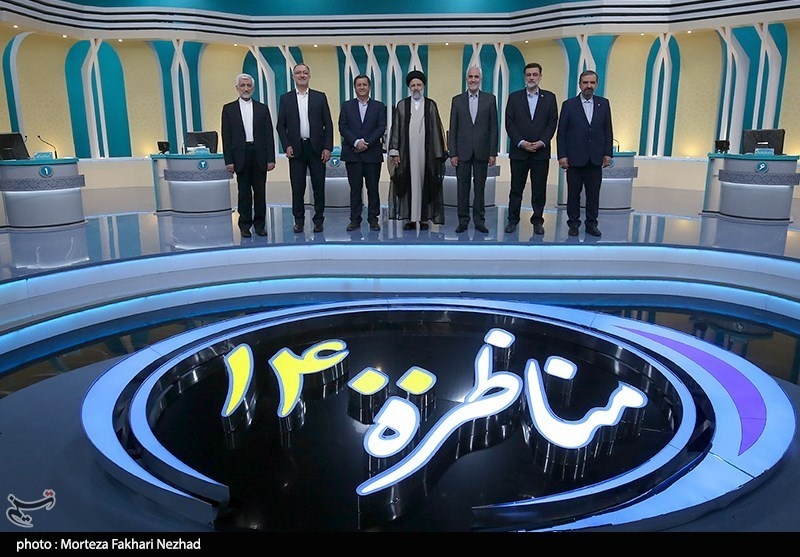
مناظره انتخاباتی سیزدهمین دوره ریاست جمهوری بین بین آقایان سید امیرحسین قاضی‌زاده هاشمی، عبدالناصر همتی، محسن رضایی، سعید جلیلی، سید ابراهیم رئیسی، محسن مهرعلیزاده و علیرضا زاکانی برگزار شد.

- نخستین مناظره انتخاباتی ساعت ۱۷ با حضور ۷ نامزد تأیید صلاحیت شده برگزار شد. محسن مهرعلیزاده در بخش اول مناظره گفت که ابراهیم رئیسی تا کلاس ششم خوانده و توانایی اداره کردن کشور را ندارد. همتی از رئیسی در مقام قوه قضاییه خواست که به او مصونیت بدهد تا در صورت انتقاد از وی پس از این انتخابات مورد تعقیب قضایی قرار نگیرد. محسن رضایی خواستار محاکمه همتی شده بود. همتی بحث عملیات کربلای ۴ را پیش کشید که شکست سنگینی را برای ایران در جنگ با عراق رقم زد، عملیاتی که لو رفته بود اما محسن رضایی، فرمانده سپاه پاسداران، بعدها ادعا کرد که آن «عملیات فریب» بوده‌است. همتی ارزش و روند دریافت مدارک دکترای علیرضا زاکانی و محسن رضایی را زیر سؤال برد و گفت که رضایی استادان را مجبور به آمدن به دفترش می‌کرد. همتی در بخش اول حرف‌های خود به رضایی زد که گفت با گروگان‌گیری نیروهای آمریکایی می‌تواند در اوج تحریم‌های اقتصادی ارز وارد کشور کند. زاکانی، همتی را در جایگاه رئیس بانک مرکزی عامل «توزیع فقر» دانست. و گفت: «ما پنج نفر در برابر شما نیستیم، بلکه ۸۵ میلیون نفر در برابر شما هستند».

۷ ژوئن (۱۶ خرداد ۱۴۰۰)
- سخنگوی دولت ایران در نامه‌ای خطاب به رئیس سازمان صداوسیما خواستار ارائه فرصت برای پاسخ به اتهام‌زنی‌های نامزدهای ریاست‌جمهوری علیه دولت شد.

۷ ژوئن (۱۷ خرداد ۱۴۰۰)
- دومین مناظره انتخاباتی

۸ ژوئن (۱۸ خرداد ۱۴۰۰)
- حسن روحانی، رئیس‌جمهوری ایران یک روز بعد از دومین مناظره انتخاباتی، با انتقاد از سخنان نامزدها آنها را به «دروغگویی» و «تحریف» واقعیت متهم کرد و گفت در فرایند انتخابات «بی‌اخلاقی» شده و نباید با «حضور مردم شوخی کرد.» شورای اطلاع‌رسانی دولت ایران، با رد انتقاد برخی کاندیداهای انتخابات ریاست‌جمهوری دربارهٔ نحوه برخورد دولت روحانی با اعتراض‌های آبان ۹۸، اعلام کرد که «نحوه و شیوه برخورد با اغتشاش جزء مسئولیت‌های دولت نیست». در اطلاعیه این شورا تأکید شده که «اصلاح قیمت بنزین تصمیم کلان ملی و حاکمیتی بود» و مصوبه گران شدن بنزین به «امضای سران سه قوه» و «تأیید» رهبر جمهوری اسلامی رسیده‌است. شورای اطلاع‌رسانی دولت اتهامات کاندیداها را «اتهام‌زنی غیرمنصفانه» خوانده و خطاب به کاندیدای منتقد گفته‌است که با پرهیز از دروغگویی آشکار»، از مسئولیت شانه خالی نکنند. دولت ایران همچنین خواسته‌است که به نقش و مسئولیت افرادی که باعث «شکست اجماع حاکمیتی و تحریک افکار عمومی» شدند، رسیدگی شود.

۱۲ ژوئن (۲۲ خرداد ۱۴۰۰)
- سومین مناظره انتخاباتی

۱۳ ژوئن (۲۳ خرداد ۱۴۰۰)
- بهنوش بختیاری، بازیگر سینما و تلویزیون با انتشار ویدئویی خطاب به مردم گفت: «از اعتراضات الکی و نق نق زدن و غر غر دست بردارید و رای بدهید.»

۱۴ ژوئن (۲۴ خرداد ۱۴۰۰)
- حیدر مصلحی، وزیر سابق اطلاعات ایران، در برنامه‌ای تلویزیونی صریحاً گفت که در جریان انتخابات ریاست جمهوری سال ۱۳۹۲ اکبر هاشمی رفسنجانی به توصیه او و برای «حفظ نظام» و مصلحت آن رد صلاحیت شده‌است.
- اسحاق جهانگیری، معاون اول رئیس‌جمهوری، در یک رشته توییت خواستار انتشار فیلم و صدای کامل جلسه شورای نگهبان مورد اشاره کدخدایی شد. جهانگیری گفت که «به عنوان رئیس ستاد مرحوم آیت‌الله هاشمی رفسنجانی در انتخابات ریاست جمهوری ۹۲، از شورای محترم نگهبان می‌خواهم که برای جبران حقوق پایمال شده و احترام به افکار عمومی به جای هرگونه پاسخگویی غیر مؤثر، اقدام به انتشار فیلم و صوت کامل آن جلسه مهم کند.»
- محسن هاشمی رفسنجانی، پسر اکبر هاشمی رفسنجانی در واکنش به سخنان حیدر مصلحی و شرایط مربوط به رد صلاحیت‌ها در انتخابات پیش رو، به آیت‌الله خامنه‌ای نامه نوشت. محسن هاشمی که خود صلاحیتش برای نامزدی انتخابات ریاست جمهوری ۱۴۰۰ رد شده، در این نامه نوشته‌است که برای آنکه «در فضای انتخابات تأثیر منفی» نگذارد، سکوت کرده؛ اما اکنون که این «مسائل صراحتاً» دربارهٔ پدرش مطرح شده، از آیت‌الله خامنه‌ای درخواست تظلم‌خواهی کرده و خواسته که «اجازه تغییر مسیر جمهوری اسلامی به حکومت به اصطلاح اسلامی» را ندهد.
- دفتر مولوی عبدالحمید، امام‌جمعه اهل سنت زاهدان اعلام کرد که او تصمیم «شورای هم‌اندیشی اهل سنت» در حمایت از ابراهیم رئیسی در انتخابات را تأیید و حمایت می‌کند.
- جبهه اصلاحات با رای‌گیری اعضا، نتوانست بر سر حمایت از عبدالناصر همتی، کاندیدای انتخابات ریاست جمهوری، به اجماع برسد.

۱۵ ژوئن (۲۵ خرداد ۱۴۰۰)

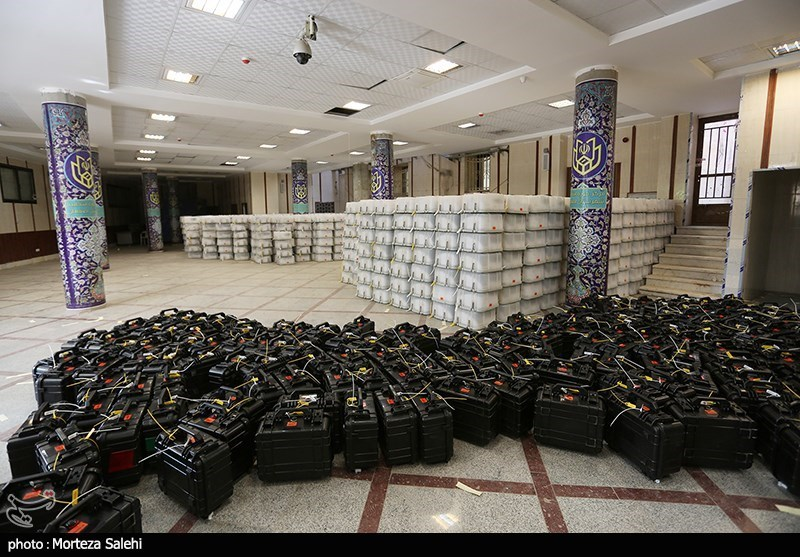
برگه‌های رای انتخابات ریاست‌جمهوری ایران ۱۴۰۰ در اصفهان

- جمعی از مدیران رسانه‌های اصلاح طلب با سید ابراهیم رئیسی دیدار کردند.
- یک شهروند ساکن شهرستان اهواز، بدنبال اعتراض به اقدام ستاد انتخاباتی ابراهیم رئیسی، بامداد یکشنبه ۲۳ خردادماه توسط نیروهای امنیتی در محل کارش بازداشت و به مکان نامعلومی منتقل شد.

۱۶ ژوئن (۲۶ خرداد ۱۴۰۰)
- محسن مهرعلیزاده از شرکت در انتخابات ریاست جمهوری انصراف داد.
- گروهی از فعالان ایرانی از جمله پروانه سلحشوری و ابوالفضل قدیانی در بیانیه‌ای تحت عنوان «نه ملی به استبداد، ارتجاع و نقض حاکمیت ملی»،انتخابات ریاست جمهوری را «مهندسی شده» خوانده‌اند و می‌نویسند: «ما نیز همصدا با مردم به تنگ آمده از استبداد، ارتجاع، بی عدالتی، فساد و دروغ، نه بزرگ را فریاد می‌زنیم.»
- ۲۱۰ نماینده مجلس شورای اسلامی در بیانیه‌ای خطاب به علیرضا زاکانی، سیدامیرحسین قاضی‌زاده هاشمی، محسن رضایی و سعید جلیلی از آنها خواستار این شدند به‌نفع سیدابراهیم رئیسی انصراف دهند.
- علیرضا زاکانی به‌نفع ابراهیم رئیسی کناره‌گیری کرد.
- عبدالناصر همتی با انتشار پیامی در توئیتر خود نسبت به کناره‌گیری علیرضا زاکانی به نفع ابراهیم رئیسی واکنش نشان داد. وی در این پیام توئیتری نوشت: در جریان مناظره‌های تلویزیونی بر «سوپر پوششی» بودن آقای زاکانی به عنوان پلیس بد تأکید کردم. خب پلیس بد رفت، پوشش‌ها کنار رفت! با انصراف ایشان بنفع نامزد اصلی رقابت به یک در برابر چهار تبدیل شد. منتظر انصراف سایر نامزدهای پوششی به نفع جناب آقای رئیسی هستیم.
- سعید جلیلی به‌نفع ابراهیم رئیسی کناره‌گیری کرد.
- رهبر جمهوری اسلامی ایران گفت: عدم حضور در انتخابات به معنی فاصله گرفتن مردم از نظام اسلامی است و اگر حضور مردم در انتخابات روز جمعه کاهش یابد شاهد افزایش فشارهای دشمن خواهیم بود.
- ۱۸۵ فعال مدنی و سیاسی ایران با امضای بیانیه‌ای ضمن حمایت از عبدالناصر همتی، خواهان مشارکت مردم در انتخابات شدند.

در این نامه که مهدی کروبی، بهزاد نبوی، الهه کولایی، شهیندخت مولاوری، محسن آرمین، زهرا شجاعی، فیض‌الله عرب‌سرخی و غلامحسین کرباسچی از امضاکنندگان آن هستند، گفته شده که «جامعه امروز نگران تغییر قواعد جمهوریت و بی‌اثر شدن انتخابات و از کار افتادن همین اندک ظرفیت حل مسئله‌ای است که پس از حذف‌های بسیار، هنوز در دستگاه اجرایی و نظام سیاسی باقی مانده‌است و اگر از دست برود روز به روز وضع زندگی مردم خراب‌تر می‌شود.»
- سپاه پاسداران انقلاب اسلامی در بیانیه‌ای با اشاره به «شرایط حساس و سرنوشت‌ساز کنونی» از مردم خواسته بدون توجه به «جنگ رسانه‌ای و عملیات روانی دشمنان» در انتخابات ریاست جمهوری شرکت کنند.
- رئیس ستاد امیرحسین قاضی‌زاده هاشمی با تکذیب خبر کناره‌گیری این نامزد از رقابت‌های انتخاباتی گفت که ستاد انتخاباتی او از صدا و سیما به دلیل انتشار این خبر شکایت می‌کند.

۲۸ خرداد
- با اعلام رسمی عبدالرضا رحمانی‌فضلی (وزیر کشور)، سیزدهمین دوره انتخابات ریاست جمهوری و ششمین دورهٔ شوراهای اسلامی شهر و روستا، در ساعت ۷ صبح آغاز شد.

- با توجه به اعلام قبلی شورای نگهبان، رأی‌گیری به خاطر دنیاگیری ویروس کرونا برخلاف دوازده دورهٔ قبل از ساعت ۷ آغاز، و تا ساعت۲۴ بصورت قانونی ادامه دارد.

- در ساعت ۲۴ ازطرف ستاد انتخابات بر طبق اطلاعیه ۳۰، انتخابات تا ساعت ۲ بامداد تمدید شد. همچنین اعلام شد: اخذ رأی شهرهایی که دارای مراجعه کننده هستند می‌توانند حداکثر تا ساعت ۲ بامداد به فعالیت خود ادامه دهند. سایر شعب در صورت اتمام رأی‌گیری نسبت به شمارش آرا اقدام کنند.

## ورزش

### المپیک
۱۰ ژوئن (۲۰ خرداد)

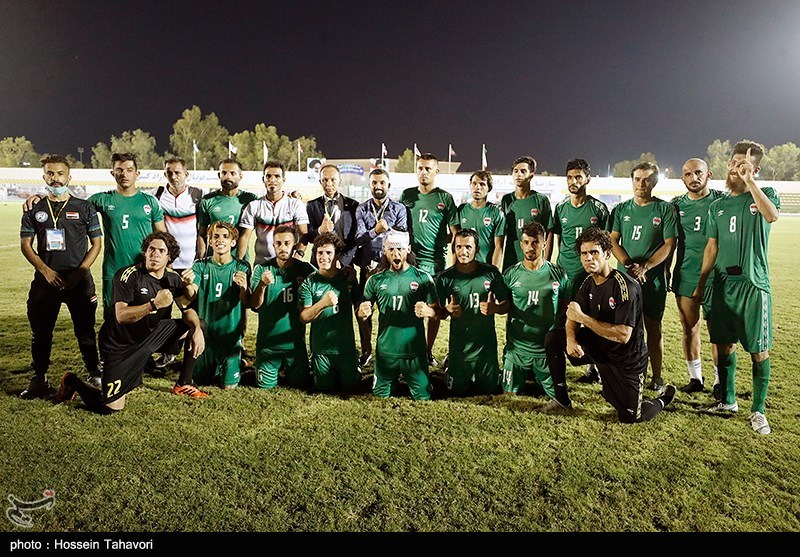
تیم فوتبال ناشنوایان ایران در انتخابی المپیک ۲۰۲۲

- تیم فوتبال ناشنوایان ایران در انتخابی المپیک ۲۰۲۲ با شکست عراق به مقام قهرمانی دست یافت. تیم ملی فوتبال ناشنوایان ایران در دیدار فینال انتخابی المپیک ۲۰۲۲ ناشنوایان پنجشنبه ۲۰ خرداد در ورزشگاه المپیک کیش به مصاف عراق رفت و با نتیجه ۳ بر ۲ به برتری دست یافت و قهرمان شد.

۲۳ ژوئیه (۱ مرداد)
- مرحله یک چهارم نهایی قایقرانی رویینگ بازی‌های المپیک توکیو برگزار شد و نازنین ملایی به نیمه نهایی A و B صعود کرد. ملایی در یک چهارم نهایی با پنج قایقران دیگر به رقابت پرداخت و با زمان ۸ دقیقه و ۷ ثانیه سوم شد و به نیمه نهایی Aو B راه یافت. قایق‌های نیوزیلند، سوییس و ایران اول تا سوم شدند و راهی نیمه نهایی A و B شدند.
- میلاد وزیری تنها نماینده ریکرو انفرادی مردان در تعیین رنکینگ بازی‌های تیروکمان المپیک، در بین ۶۴ ورزشکار در جایگاه شصت و سوم قرار گرفت. میلاد وزیری در این مرحله در مصاف با رقبای خود توانست ۶۲۹ امتیاز کسب کند.

| رشته              | ورزشکار      | بخش     | نتیجه                                                      |
| ----------------- | ------------ | ------- | ---------------------------------------------------------- |
| قایقرانی سرعتی    | نازنین ملائی | گروهی   | کسب مقام سوم در مرحله گروهی و صعود به یک چهارم نهایی       |
| تیراندازی با کمان | میلاد وزیری  | مقدماتی | کسب رده ۶۳ با امتیاز ۶۲۹ در مرحله مقدماتی و حذف از مسابقات |

۲۴ ژوئیه (۲ مرداد)
- فاطمه کرم‌زاده با ۶۲۴٫۹ امتیاز در رده بیست و سوم آرمینا صادقیان نیز با ۶۲۲٫۶ امتیاز سی‌ام شد.
- مسابقه استقامت جاده المپیک توکیو با حضور ۱۳۰ ورزشکار از ۵۶ کشور دنیا آغاز شد. سعید صفرزاده در فاصله ۱۰۳ کیلومتری تا خط پایان از دسته اصلی جاماند و نتوانست رقابت استقامت جاده را به پایان برساند.

| رشته                           | ورزشکار        | بخش        | نتیجه                                                                     |
| ------------------------------ | -------------- | ---------- | ------------------------------------------------------------------------- |
| تیراندازی (۱۰ متر تفنگ بادی)   | فاطمه کرم‌زاده  | انتخابی    | کسب رده ۲۳ و حذف از مسابقات                                               |
| تیراندازی (۱۰ متر تفنگ بادی)   | آرمینا صادقیان | انتخابی    | کسب رده ۳۰ و حذف از مسابقات                                               |
| دوچرخه سواری (مسابقه جاده)     | سعید صفرزاده   | مقدماتی    | صفرزاده نتوانست از خط پایان عبور کند و از دور رقابت‌ها کنار رفت.           |
| شمشیربازی (سابر انفرادی)       | علی پاکدامن    | مقدماتی    | پیروزی برابر حریف مجارستانی و صعود به دور بعد                             |
| شمشیربازی (سابر انفرادی)       | مجتبی عابدینی  | مقدماتی    | پیروزی با نتیجه ۱۵ بر ۱۰ برابر حریف کانادایی و صعود به دور بعد            |
| تیراندازی (۱۰ متر تپانچه عادی) | جواد فروغی     | انتخابی    | قرار گرفتن در رتبه پنجم و صعود به فینال                                   |
| شمشیربازی (سابر انفرادی)       | محمد رهبری     | مقدماتی    | پیروزی با نتیجه ۱۵ بر ۱۳ برابر حریف فرانسوی و صعود به دور بعد             |
| تکواندو (۵۸- کیلوگرم)          | آرمین هادی پور | یک‌هشتم     | پیروزی با نتیجه ۲۲ بر ۱۹ و راهیابی به مرحله بعد                           |
| شمشیربازی (سابر انفرادی)       | علی پاکدامن    | یک‌هشتم     | پیروزی با نتیجه ۱۵ بر ۹ و صعود به جمع هشت نفر برتر                        |
| شمشیربازی (سابر انفرادی)       | محمد رهبری     | یک‌هشتم     | شکست با نتیجه ۱۵ بر ۷ در دومین رقابت و حذف از مسابقات                     |
| شمشیربازی (سابر انفرادی)       | مجتبی عابدینی  | یک‌هشتم     | شکست با نتیجه ۱۵ بر ۷ و حذف از مسابقات                                    |
| تیراندازی (۱۰ متر تپانچه عادی) | جواد فروغی     | فینال      | طلا                                                                       |
| تکواندو (۵۸- کیلوگرم)          | آرمین هادی پور | یک چهارم   | شکست برابر نماینده آرژانتین و همچنین از دست دادن شانس مجدد برای مدال برنز |
| شمشیربازی (سابر انفرادی)       | علی پاکدامن    | یک چهارم   | شکست برابر ژیلاگی مجارستانی با نتیجه ۱۵ بر ۶ و حذف از دور رقابت‌ها         |
| تنیس روی میز                   | نیما عالمیان   | مقدماتی    | شکست ۴ بر ۱ برابر نماینده بریتانیا و حذف از دور مسابقات                   |
| بوکس (۵۷ - کیلوگرم)            | دانیال شه بخش  | یک شانزدهم | برتری مقابل حریف مراکشی و صعود به مرحله یک‌هشتم نهایی                      |
| والیبال                        | لهستان- ایران  | گروهی      | پیروزی ایران با نتیجه ۳ بر ۲                                              |

۲۵ ژوئیه (۳ مرداد)

| رشته | ورزشکار | بخش | نتیجه |
| ---- | ------- | --- | ----- |

۲۶ ژوئیه (۴ مرداد)

| رشته                 | ورزشکار              | بخش        | نتیجه                                                                                      |
| -------------------- | -------------------- | ---------- | ------------------------------------------------------------------------------------------ |
| والیبال              | ایران - ونزوئلا      | گروهی      | پیروزی در دومین گام با نتیجه ۳ بر صفر                                                      |
| بدمینتون             | ثریا آقایی           | گروهی      | پیروزی در دو ست پیاپی برابر حریفی از مالدیو                                                |
| بوکس (۷۵ - کیلوگرم)  | شاهین موسوی          | یک شانزدهم | شکست در برابر حریف ژاپنی و حذف از المپیک                                                   |
| شنا (۲۰۰ متر پروانه) | متین بالسینی         | مقدماتی    | بالسینی در گروه خود دوم شد ولی با توجه به نتایج سایر گروه‌ها از صعود به نیمه نهایی بازماند. |
| تکواندو              | تیم ملی تکواندو تیمی | مقدماتی    | برتری مقابل ژاپن با نتیجه ۵۲ بر ۳۱ و صعود به فینال                                         |

۲۷ ژوئیه (۵ مرداد)

| رشته                                 | ورزشکار                    | بخش     | نتیجه |
| ------------------------------------ | -------------------------- | ------- | --- |
| تیراندازی (۱۰ متر تپانچه بادی مختلط) | جواد فروغی و هانیه رستمیان | انتخابی | قرارگیری در رتبه هشتم و صعود به فینال                                                                                   |
| تیراندازی                            | جواد فروغی و هانیه رستمیان | فینال   | قرارگیری در جایگاه پنجم و بازماندن از فینال                                                                             |
| تیراندازی (۱۰ متر تفنگ بادی مختلط)   | نجمه خدمتی و مهیار صداقت   | انتخابی | با قرار گرفتن در جایگاه پانزدهم از صعود به دور بعد بازماندند.                                                           |
| تکواندو (تیمی)                       | تیم ملی تکواندو            | فینال   | شکست با نتیجه ۴۱–۲۲ در برابر تیم تکواند چین و کسب مقام نایب قهرمانی. مدال این رقابت در جدول مدالی بازی‌ها محاسبه نمی‌شود. |

۲۸ ژوئیه (۶ مرداد)

| رشته                             | ورزشکار        | بخش      | نتیجه                                                    |
| -------------------------------- | -------------- | -------- | -------------------------------------------------------- |
| والیبال                          | کانادا - ایران | گروهی    | شکست مقابل کانادا با نتیجه ۳ بر صفر                      |
| بدمینتون                         | ثریا آقایی     | گروهی    | شکست ۲ بر صفر برابر حریف چینی و حذف از دور مسابقات       |
| شمشیربازی                        | ایتالیا- ایران | یک چهارم | شکست با نتیجه ۴۵–۴۴ و تلاش برای کسب رتبه پنجم در دور بعد |
| بسکتبال                          | آمریکا - ایران | گروهی    |                                                          |
| دوچرخه سواری (تایم تریل انفرادی) | سعید صفرزاده   | مقدماتی  |                                                          |
| تیراندازی با کمان                | میلاد وزیری    | حذفی     |                                                          |
| بوکس (بخش ۵۷ - کیلوگرم)          | دانیال شه      | یک‌هشتم   | مقابل لازارو آلوارز                                      |

۲۹ ژوئیه (۷ مرداد)

۳۰ ژوئیه (۸ مرداد)

۳۱ ژوئیه (۹ مرداد)

۱ اوت (۱۰ مرداد)

۲ اوت (۱۱ مرداد)

۳ اوت (۱۲ مرداد)

۴ اوت (۱۳ مرداد)

۵ اوت (۱۴ مرداد)

۶ اوت (۱۵ مرداد)

۷ اوت (۱۶ مرداد)

### فوتبال
لیگ برتر
(۲۴ اردیبهشت)

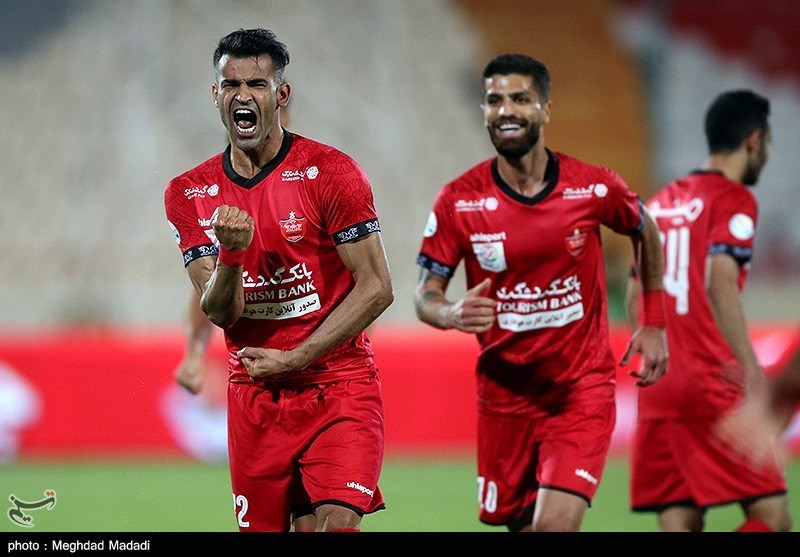
عیسی آل کثیر زننده تک گل شهرآورد ۹۵

- نود و پنجمین دربی پایتخت در چارچوب هفته بیست‌وسوم لیگ برتر فوتبال ساعت ۱۹:۳۰ در ورزشگاه آزادی برگزار شد و سرخپوشان پایتخت با نتیجه یک بر صفر بر رقیب درینه خود غلبه کردند. قضاوت این دیدار را «محمدرضا کبریان» با کمک‌های «علیرضا ایلدرم» و «مهدی عالیقدر» برعهده داشت. در دقیقه ۵۶ شوت «شهریار مغانلو» با واکنش ناقص «رشید مظاهری» همراه شد و در برگشت «عیسی آل‌کثیر» دروازه استقلال را گشود.

جام حذفی
۲۳ خرداد
- مرحله یک چهارم نهایی جام حذفی فصل ۱۴۰۰–۱۳۹۹ روز یکشنبه ۲۳ خرداد ساعت ۱۵:۳۰ در سالن آمفی تئاتر هتل آکادمی فوتبال در تهران و با حضور مدیر یا مدیرعامل هشت باشگاه حاضر در این رقابت‌ها برگزار شد. آلومینیوم اراک، خیبر خرم‌آباد، سپاهان، گل گهرسیرجان، استقلال تهران، پرسپولیس، ملوان و فولاد تیم‌های صعود کرده به مرحله یک چهارم نهایی جام حذفی هستند.

بر اساس قرعه کشی صورت گرفته مسابقات زیر برگزار می‌شود:
- پرسپولیس - استقلال
- فولاد خوزستان - سپاهان
- ملوان - خیبر خرم‌آباد
- گل‌گهر سیرجان - آلومینیوم اراک

سوپر جام
۳۰ خرداد
- مسابقه سوپرجام بین دو تیم پرسپولیس (قهرمان لیگ برتر) و تراکتور تبریز (قهرمان جام حذفی) روز ۳۰ خردادماه ساعت ۱۹:۵۰ در ورزشگاه آزادی تهران برگزار می‌شود. بر اساس قرعه‌کشی صورت گرفته، قرار شد که این مسابقه در روز یکشنبه ۳۰ خردادماه در ورزشگاه آزادی تهران برگزار شود.

آسیا
۱۱ اردیبهشت ۱۴۰۰
- از چهار نماینده ایران در مرحله گروهی تنها تیم فولاد خوزستان نتوانست به مرحله حذفی راه یابد و سه تیم پرسپولیس، استقلال تهران و تراکتور صعود کردند.

جام جهانی

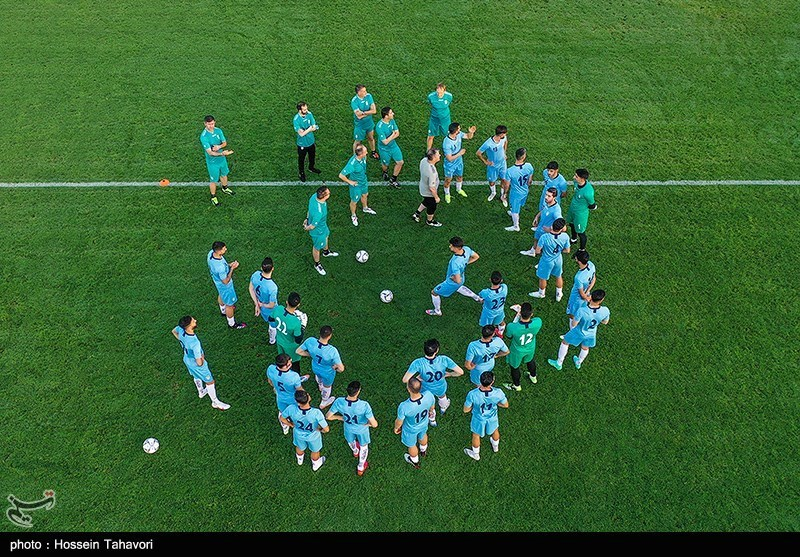
جلسه تمرینی تیم ملی فوتبال ایران در جزیره کیش، در مجموعه ورزشی المپیک این جزیره برگزار شد. تمرینات تیم ملی ایران در جزیره کیش پیگیری شد و اعضای این تیم روز دوشنبه عازم بحرین شدند.

بازی‌های تیم ملی فوتبال ایران در گروه سوم انتخابی جام جهانی به میزبانی بحرین اعلام شد. بازی‌های این گروه با حضور ایران، عراق، بحرین، هنگ کنگ و کامبوج در کشور بحرین برگزار شد.
۳ ژوئن
- ایران  ۳–۱  هنگ کنگ؛ ورزشگاه المحرق - ساعت ۱۹، تیم ملی فوتبال ایران موفق شد در دور برگشت مرحله انتخابی جام جهانی ۲۰۲۲ قطر با نتیجه ۳ بر ۱ هنگ کنگ را شکست دهد.

۷ ژوئن
- ایران  ۳–۰  بحرین؛ ورزشگاه ملی بحرین - ساعت ۲۱، این نخستین باری است که ایران توانسته بحرین را در خانه این تیم شکست دهد. سردار آزمون، مهاجم باشگاه زنیت سن‌پترزبورگ در دقیقه ۵۴ و ۶۱ دروازه بحرین را باز کرد. مهدی طارمی که این فصل یکی از بهترین بازیکنان آسیا در اروپا بود در دقیقه ۷۹ بازی توانست روی پاس احمد نوراللهی گل سوم ایران را وارد دروازه حریف کند.

۱۱ ژوئن
- کامبوج  ۰–۱۰  ایران؛ ورزشگاه خلیفه - ساعت ۱۹

۱۵ ژوئن
- ایران  ۱–۰  عراق؛ ورزشگاه خلیفه - ساعت ۲۱، دیدار تیم‌های ملی فوتبال ایران و عراق با نتیجه یک بر صفر به نفع ایران تمام شد. ایران با این پیروزی ۱۸ امتیازی شد و به عنوان تیم اول گروه به مرحله بعدی بازی‌های انتخابی جام جهانی صعود کرد. سردار آزمون تک گل این بازی را وارد دروازه عراق کرد. وحید امیری به دلیل مصدومیت شرایط حضور در این بازی را نداشت.

### والیبال
لیگ ملت‌های والیبال مردان ۲۰۲۱
۱۰ اردیبهشت ۱۴۰۰
- تیم ملی والیبال مردان ایران در لیگ ملت‌ها به ترتیب به مصاف تیم‌های ژاپن، روسیه، هلند، کانادا، ایتالیا، بلغارستان، آمریکا، صربستان، آلمان، استرالیا، برزیل، اسلوونی، فرانسه، لهستان و آرژانتین رفت.

### بسکتبال
باشگاه بسکتبال شهرداری گرگان بازی چهارم لیگ برتر بسکتبال را برد و قهرمان شد. دیدار چهارم تیم‌های مهرام و شهرداری گرگان در مرحله نهایی لیگ برتر بسکتبال شنبه شب از ساعت ۲۰:۳۰ در سالن آزادی آغاز شد. در این بازی کوارتر اول ۲۰ بر ۱۹ به سود مهرام به پایان رسید. در وقت اضافه با شوت استثنایی پری پری بازیکن آمریکایی گرگان ۹۶ بر ۹۶ مساوی شد. در وقت‌های اضافه شهرداری گرگان ۱۱۰ بر ۱۰۳ پیروز شد و به مقام قهرمانی لیگ برتر بسکتبال رسید. این نخستین قهرمانی گرگانی‌ها در لیگ برتر محسوب می‌شود.

### جودو
درسال ۲۰۱۹ پس از وقایع مسابقات قهرمانی جهان در ژاپن، فدراسیون جهانی تصمیم گرفت که فدراسیون جودو را تعلیق کند. ۹ اردیبهشت ۱۴۰۰ کمیته انضباطی فدراسیون بین‌المللی جودو، رای جدید خود را اعلام و فدراسیون ایران را تا روز ۲۶ شهریور سال ۱۴۰۲ محروم کرد. پس از ابطال رای فدراسیون جهانی جودو مبنی بر تعلیق نامحدود فدراسیون جودو جمهوری اسلامی ایران، توسط دیوان داوری ورزش، تیم ایران مجوز حضور در مسابقات قهرمانی آسیا را پیدا کرد و در این رویداد حضور یافت. پس از آن با ارجاع مجدد موضوع اختلاف به کمیته انضباطی فدراسیون بین‌المللی برای صدور رای جدید، منطبق با مقررات انضباطی فدراسیون جهانی سرانجام نتیجه رای کمیته انضباطی به فدراسیون جودوی ایران واصل شد. بر اساس این رای، کمیته انضباطی فدراسیون بین‌المللی جودو با احتساب حدود ۲۰ ماه تعلیق فدراسیون جودو جمهوری اسلامی ایران در خلال روند رسیدگی به این دعوا در دیوان داوری ورزش، حکم خود را مبنی بر محرومیت فدراسیون جودو ایران به مدت ۴ سال اعلام کرد که این محرومیت تا ۲۶ شهریور ۱۴۰۲ اعمال خواهد شد.

### فوتسال
لیگ برتر فوتسال
زنان

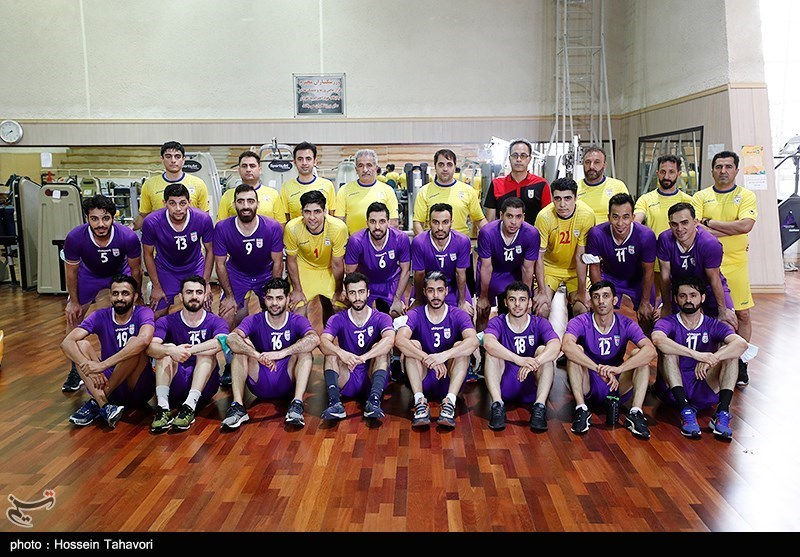
اردوی تیم ملی فوتسال ایران از ۱۱ الی ۱۵ خرداد ۱۴۰۰ در مجموعه ورزشی المپیک جزیره کیش به مدت ۵ روز برگزار شد.

تیم فوتسال پالایش نفت آبادان به عنوان قهرمانی لیگ برتر فوتسال زنان دست پیدا کرد.
مردان
جام جهانی
مراسم قرعه کشی نهمین دوره مسابقات جام جهانی فوتسال ۱۱ خرداد در زوریخ سوئیس، مقر فیفا برگزار شد و تیم ملی فوتسال ایران در گروه ششم با آرژانتین، آمریکا و صربستان هم‌گروه شد.

### کشتی
چهل و یکمین دوره رقابت‌های جهانی کشتی فرنگی جام تختی چهارشنبه ۲۹ اردیبهشت در سالن ۱۲ هزار نفری آزادی تهران برگزار شد.

## درگذشتگان

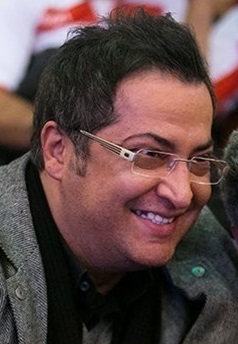
مهرداد میناوند ۸ بهمن
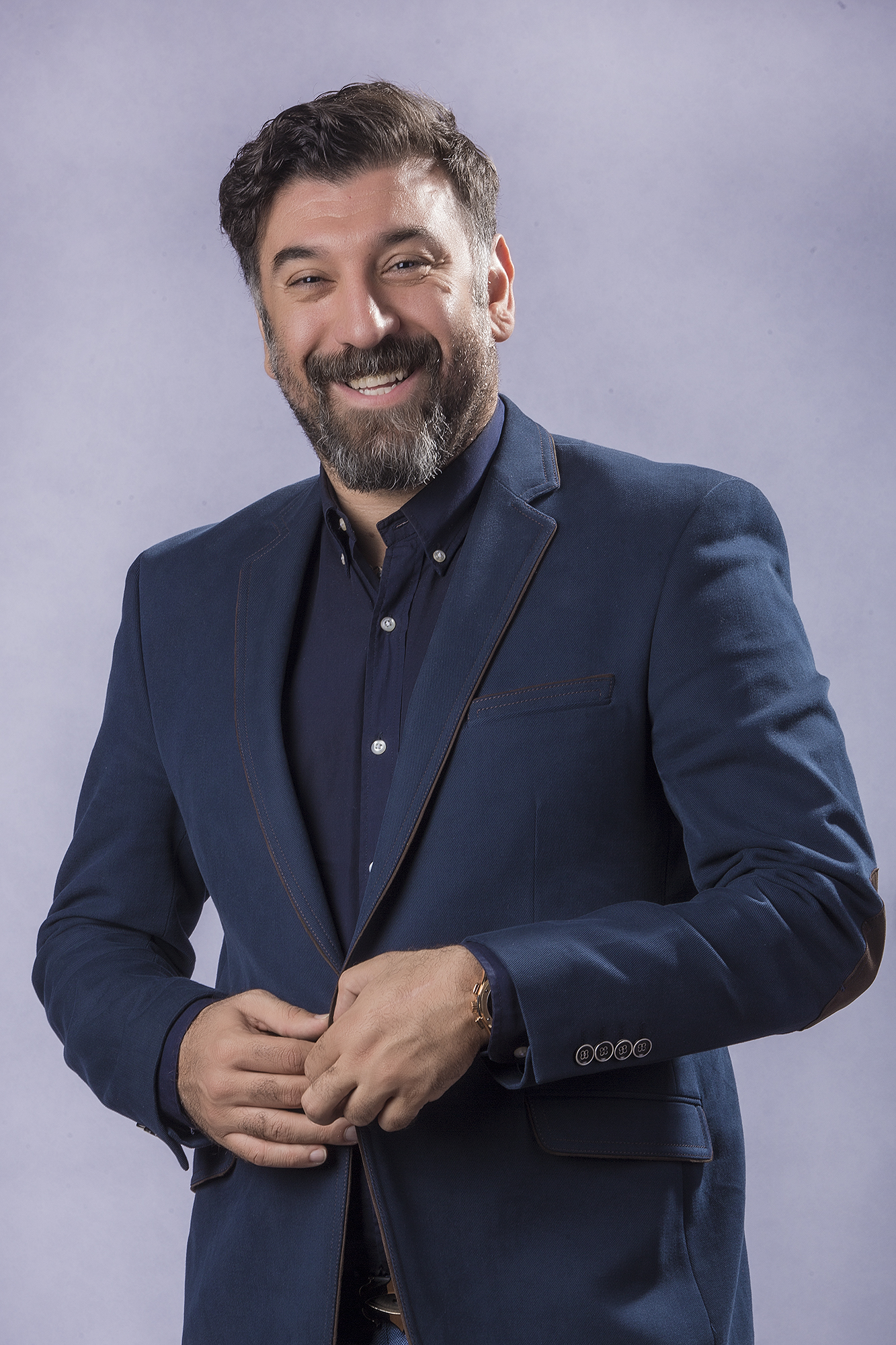
علی انصاریان
۱۵ بهمن ۱۳۹۹

## حاکمان
- رهبر جمهوری اسلامی ایران: سید علی خامنه‌ای
- رئیس‌جمهور ایران: حسن روحانی، سید ابراهیم رئیسی
- مجلس شورای اسلامی: محمدباقر قالیباف
- قوه قضائیه جمهوری اسلامی ایران: سید ابراهیم رئیسی، غلامحسین محسنی اژه‌ای